# Notre-Dame (Beaune)

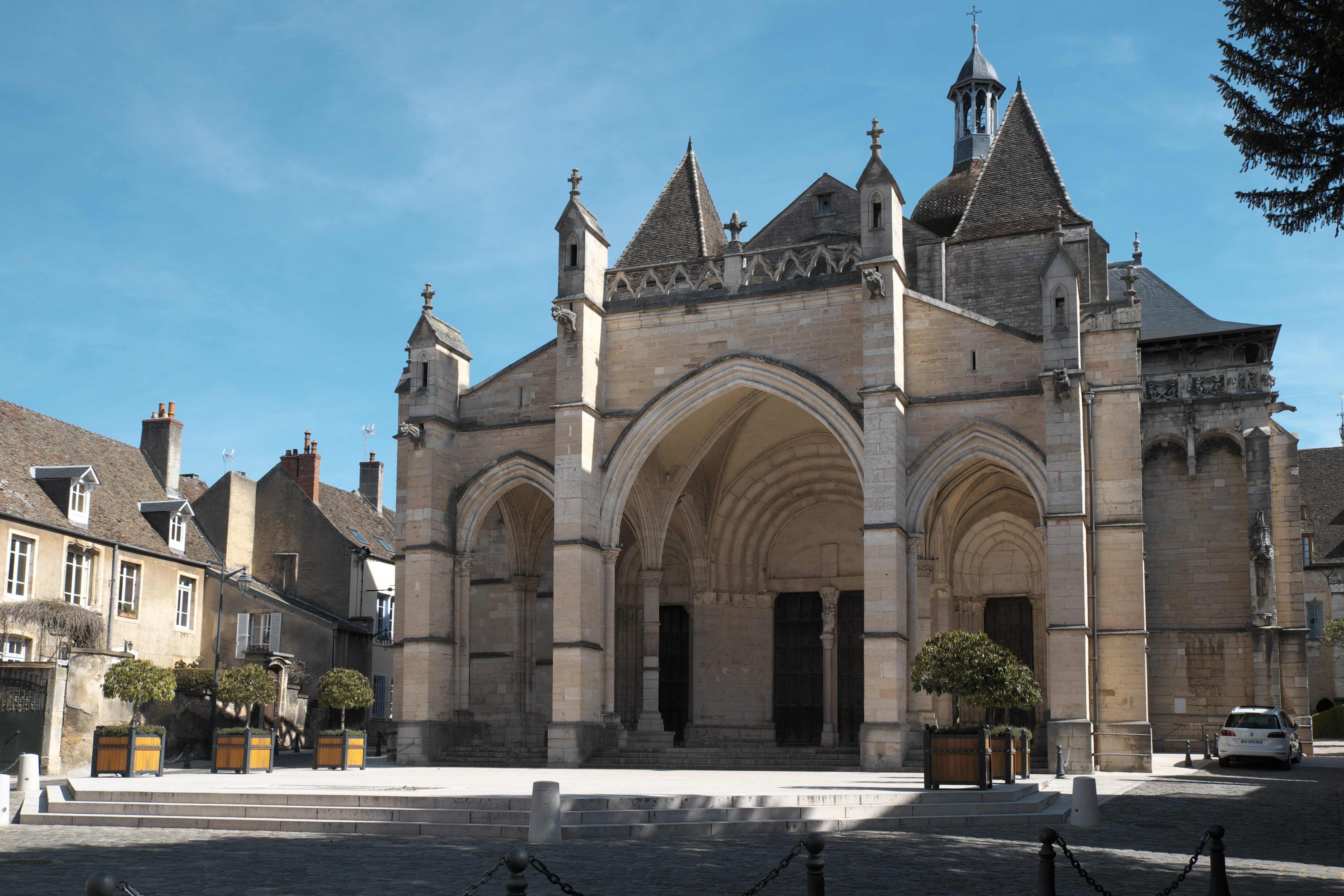
Pfarrkirche Notre-Dame

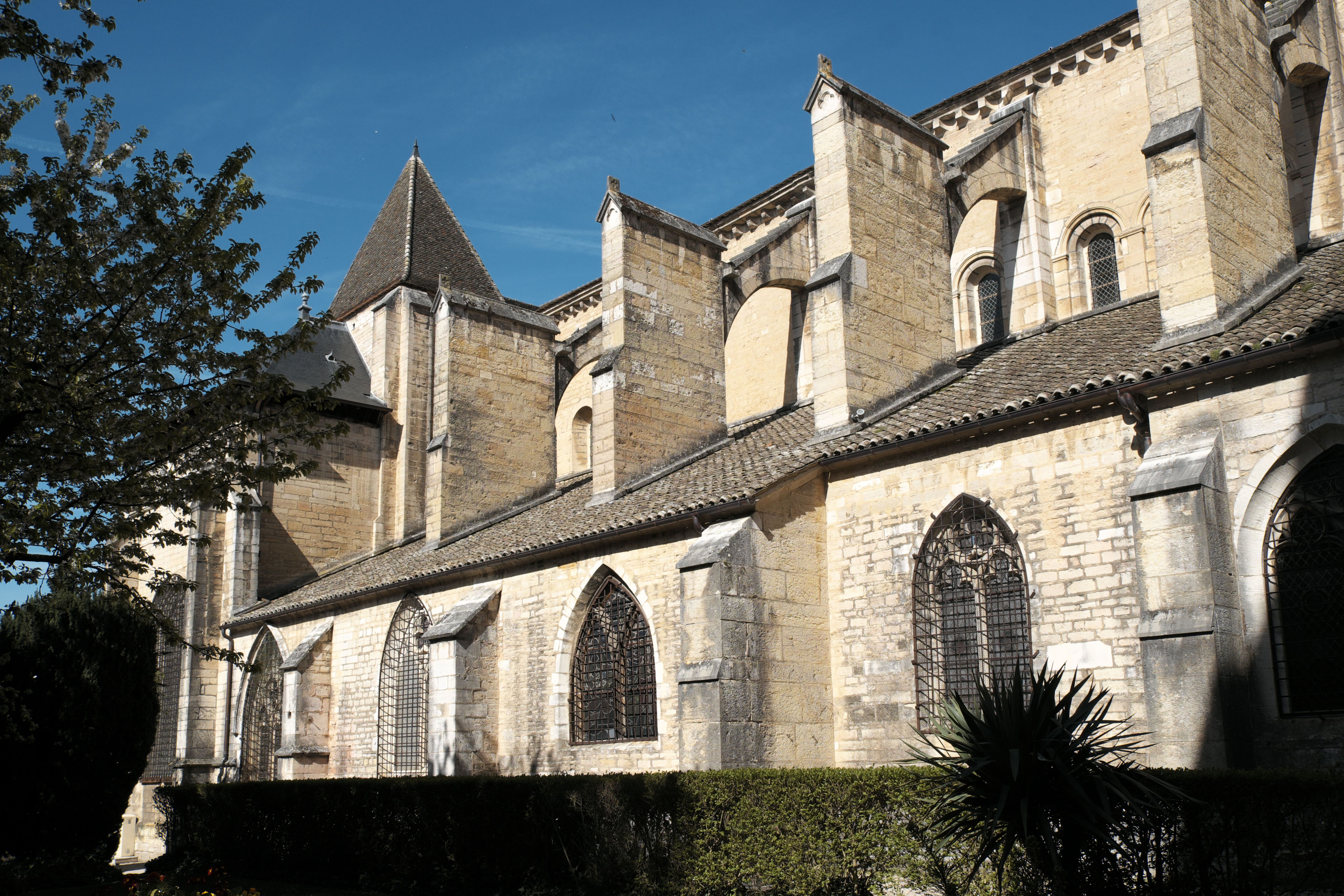
Südseite

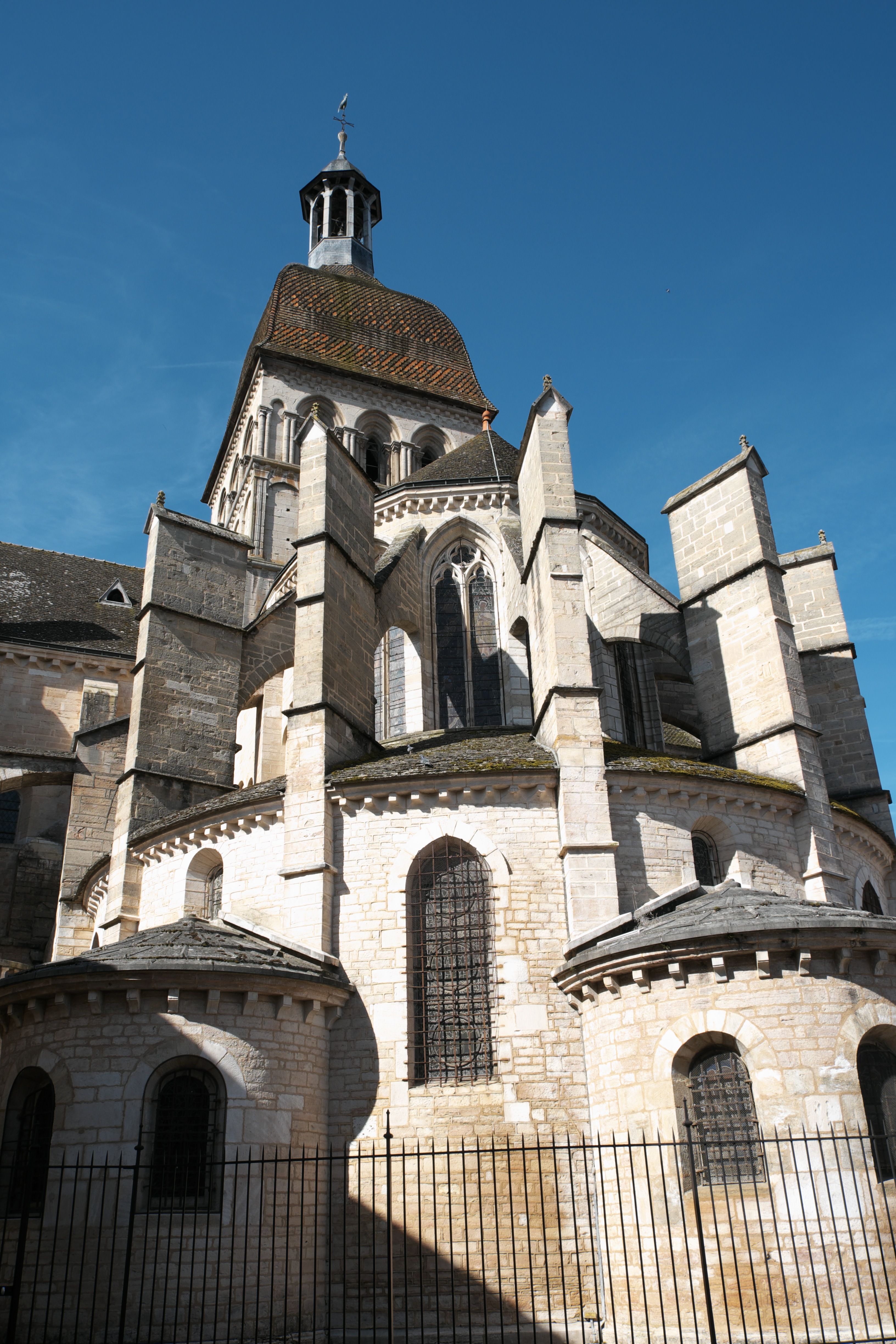
Chorhaupt

Die katholische Pfarrkirche und ehemalige Kollegiatkirche Notre-Dame in Beaune, einer Stadt im Département Côte-d’Or in der französischen Region Bourgogne-Franche-Comté, zählt wie die Kathedrale Saint-Lazare in Autun oder die Kirche St-Andoche in Saulieu zu den großen romanischen Kirchenbauten des sogenannten cluniazensischen Stils, die im 12. Jahrhundert unter dem Bischof von Autun, Étienne de Bagé, im Burgund errichtet wurden. Im Jahr 1840 wurde die Kirche als Monument historique in die Liste der Baudenkmäler in Frankreich aufgenommen, im Jahr 1926 folgten die ehemaligen Stiftsgebäude, in denen heute das Pfarrhaus eingerichtet ist, und der Kreuzgang. 1958 wurde die Kirche von Papst Pius XII. zur Basilica minor erhoben.

## Geschichte
Bereits Ende des 5. Jahrhunderts gab es im Zentrum des ehemaligen gallo-römischen castrums Belena die nit dem Patrozinium des Baudilius von Nîmes versehene Kirche Saint-Baudèle. Um 970 gründete der Herzog von Burgund, Heinrich der Große, in der Nähe dieser Kirche ein Kollegiatstift. Um das Jahr 1000 wurde die Kollegiatkirche errichtet, wobei man Baumaterial aus den Ruinen des antiken castrums wiederverwendete (siehe: Baustoffrecycling). Wohl um 1130 wurde unter Herzog Hugo II. mit dem Bau einer neuen Kirche begonnen. Von einem Altar, den seine Gemahlin Mathilde stiftete, ist noch ein Fragment, das in der Apsis der Kirche aufbewahrt wird, erhalten. In der zweiten Hälfte des 12. Jahrhunderts wurde das Kirchenschiff um zwei Joche verlängert, um die zunehmende Zahl von Pilgern aufnehmen zu können. Zu Beginn des 13. Jahrhunderts war der romanische Kirchenbau vollendet. Die Stiftsgebäude wurden Ende des 12. Jahrhunderts errichtet. Im Jahr 1273 brach ein Brand aus, in dessen Folge die Kirche im Stil der Gotik restauriert und durch Strebepfeiler abgestützt wurde. Zwischen 1330 und 1340 wurde an die Westfassade die gotische Vorhalle angebaut und zwischen dem 13. und dem 16. Jahrhundert wurden an die Seitenschiffe Kapellen angefügt. Nachdem 1575 ein weiterer Brand die gotische Turmspitze zerstörte, wurde in den Jahren 1580 bis 1588 nach Plänen von Hugues Sambin die heutige geschwungene Haube mit durchbrochener Laterne errichtet. In den 1860er Jahren erfolgte eine umfassende Restaurierung nach Plänen des Architekten Eugène Viollet-le-Duc.

## Architektur

### Außenbau

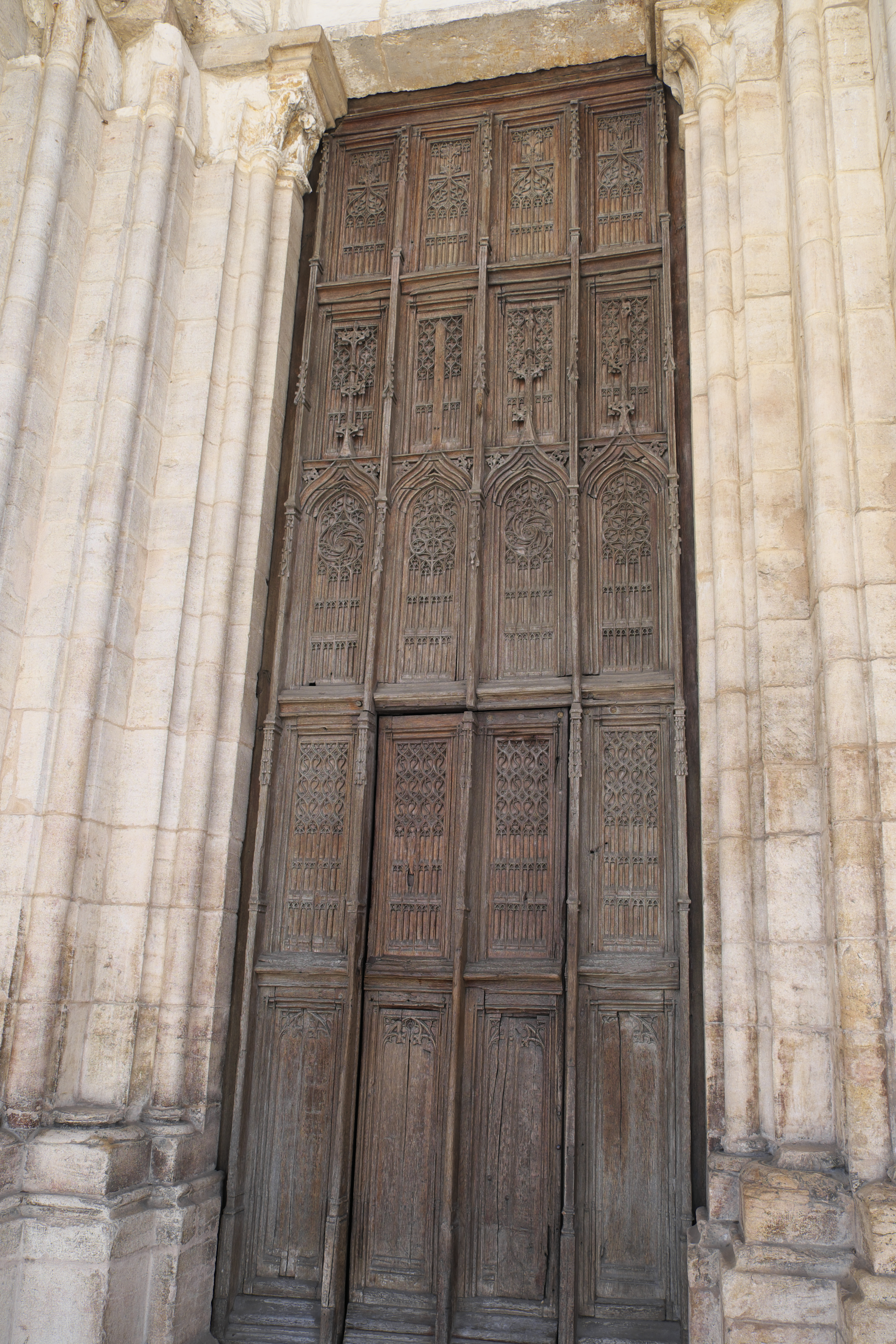
Türflügel

Der untere Teil des Glockenturms, der sich über der Vierung erhebt, stammt mit seinen Blendarkaden und kannelierten Pilastern aus dem 12. Jahrhundert. Das Glockengeschoss, in das auf allen vier Seiten zwischen zwei Blendarkaden drei spitzbogige, von Archivolten und schlanken Säulen gerahmte Öffnungen eingeschnitten sind, wurde im 13. Jahrhundert errichtet. Die Renaissancehaube wurde im späten 16. Jahrhundert aufgesetzt.
Der Giebel der Westfassade wird von einer Rosette durchbrochen, die beiden Westtürme aus dem 13. Jahrhundert sind unvollendet. Die offene Vorhalle ist in zwei Joche gegliedert und wie das Langhaus dreischiffig. Sie wird durch massive, mit Wasserspeiern besetzte Strebepfeiler verstärkt und von einem Kreuzrippengewölbe gedeckt, das auf zwei zentralen Säulen und Pfeilern mit Säulenvorlagen aufliegt. Über der Vorhalle verläuft eine steinerne Balustrade. Die Portale wurden während der Revolution ihres Skulpturenschmucks beraubt. Erhalten geblieben sind die holzgeschnitzten Türflügel aus dem 15. Jahrhundert.

### Kreuzgang und Kapitelsaal
An der Südseite der Kirche schließen sich der ehemalige Kreuzgang mit Kapitelsaal und die Stiftsgebäude an. Vom Kreuzgang ist nur noch ein Flügel mit sieben Jochen, die mit Kreuzrippengewölben gedeckt sind, erhalten. Die Arkaden ruhen auf massiven achteckigen Pfeilern und schlanken Doppelsäulen, die mit Knospenkapitellen verziert sind.

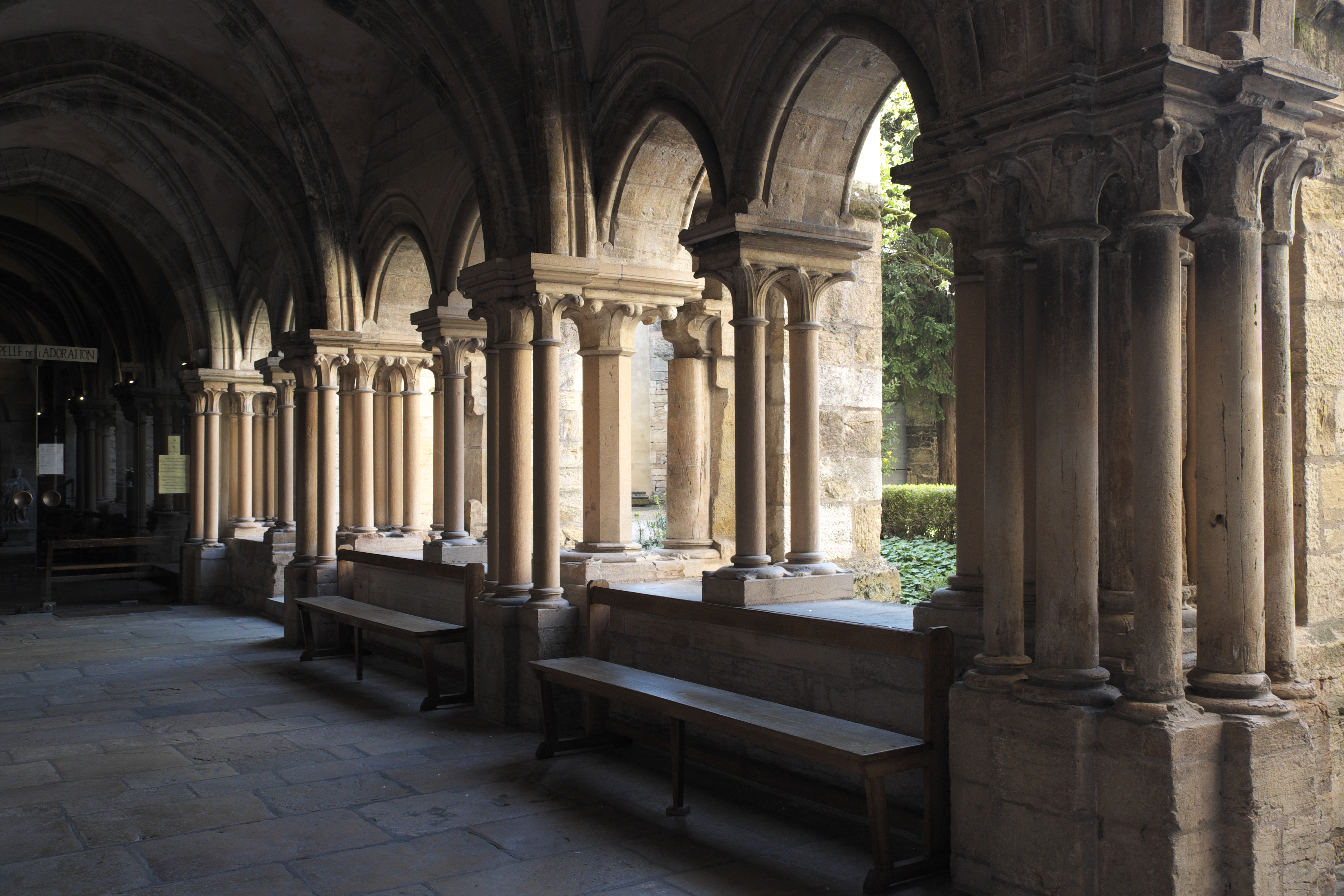
Kreuzgang
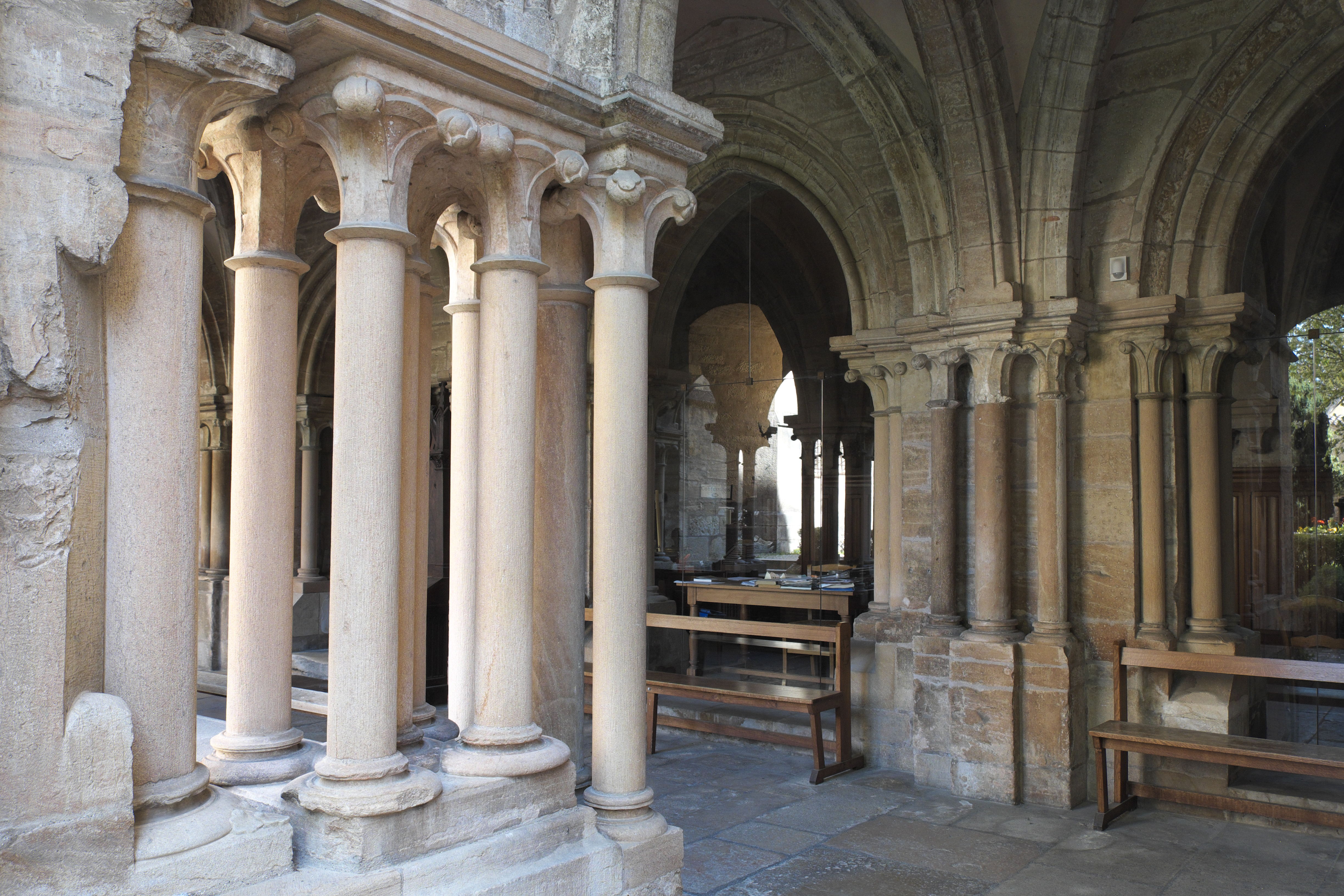
Kreuzgang

### Innenraum

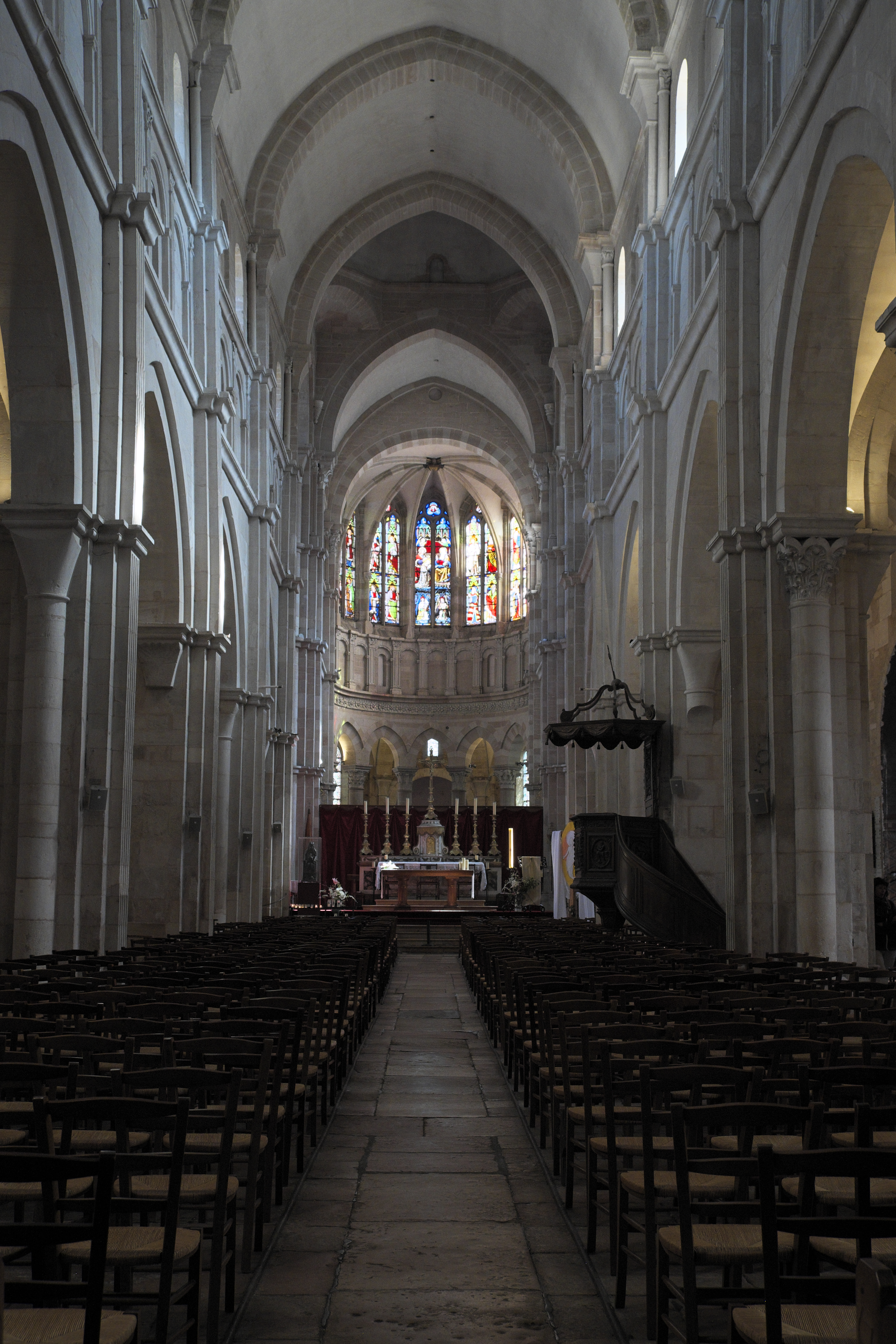
Innenraum

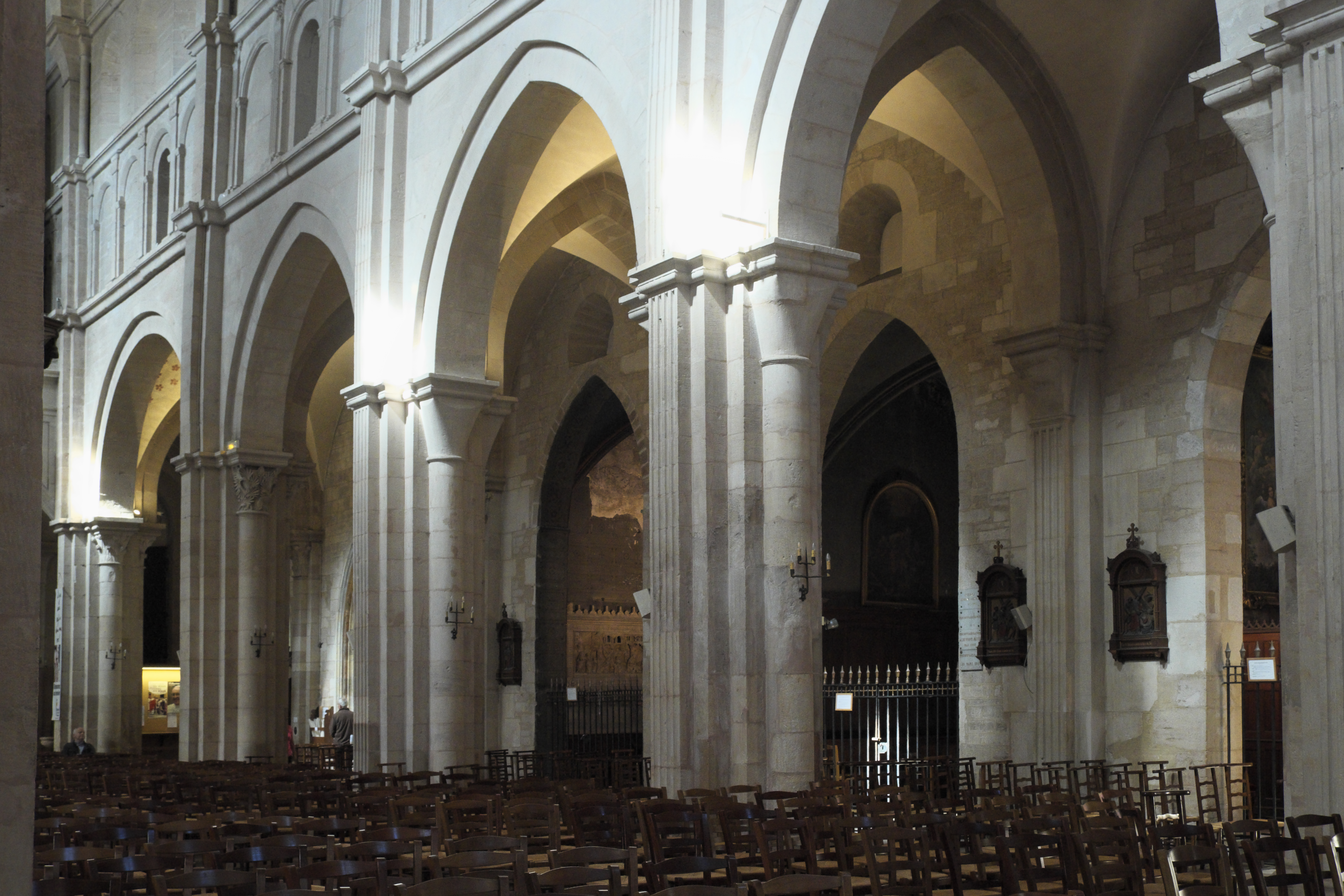
Innenraum

Die Kirche ist über dem Grundriss eines lateinischen Kreuzes errichtet. Sie  besteht aus einem dreischiffigen Langhaus, einem Querhaus und einem Chor, an den sich eine halbrunde Apsis und drei Radialkapellen anschließen. Das Hauptschiff, das Querhaus und der Chor werden von Spitztonnen, die von Gurtbögen unterfangen werden, gedeckt. Die Seitenschiffe und der Chorumgang besitzen Kreuzgratgewölbe, die Apsis weist wie die Vorhalle, der Kapitelsaal und der Kreuzgang ein Kreuzrippengewölbe auf.
Der dreigeschossige Aufriss des Mittelschiffs, der Querhausarme und des Chors entspricht dem Vorbild cluniazensischer Kirchen. Zu den beiden Seitenschiffen öffnen sich hohe Spitzbogenarkaden, die auf mächtigen Pfeilern mit Säulen- und kannelierten Pilastervorlagen ruhen. Über den Arkaden verläuft ein Blendtriforium, darüber öffnen sich die Obergadenfenster. Die Vierung wird von einer oktogonalen Trompenkuppel überwölbt, die auf Spitzbögen und Pfeilern mit Säulen- und kannelierten Pilastervorlagen aufliegt. Den unteren Teil der Apsis gliedern sieben spitzbogige Arkaden. Der obere Teil der Apsis wurde in gotischer Zeit erneuert, die sieben großen Fenster sind im Stil der Flamboyant-Gotik gestaltet.

### Romanische Portale
Im Querhaus sind zwei romanische Portale aus dem 12. Jahrhundert erhalten. Das südliche Portal, das zum Kreuzgang führt, wird von zwei, mit Blattwerk verzierten Archivolten und auf beiden Seiten von zwei Säulen mit Kapitellen gerahmt. Das nördliche Portal, das zu einer kleinen Vorhalle aus dem 15. Jahrhundert führt, wird von zwei mit Kapitellen verzierten Säulen flankiert und besitzt eine Archivolte mit geometrischem und pflanzlichem Dekor. Archivolte und Kapitelle weisen noch Farbreste auf.

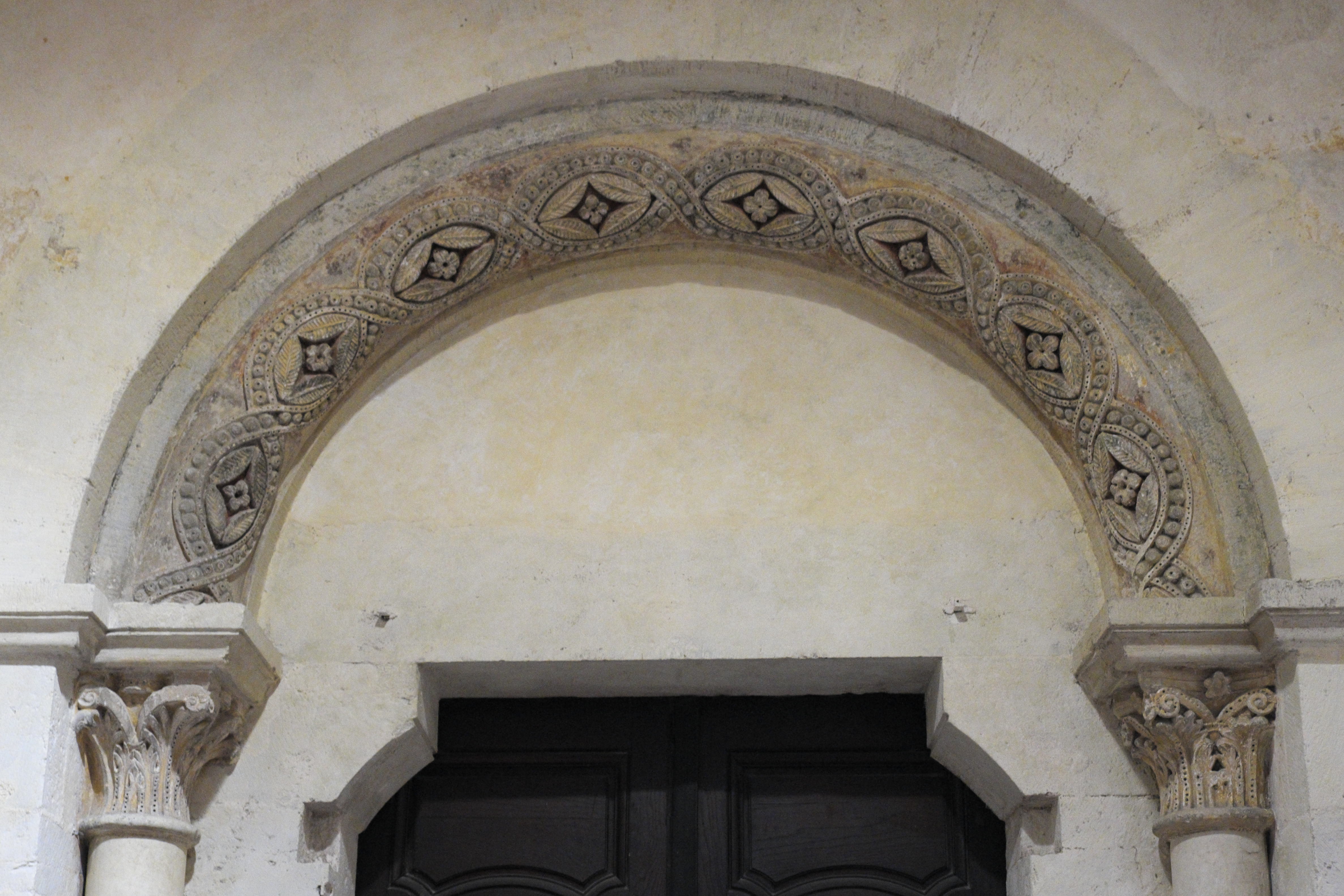
Nordportal
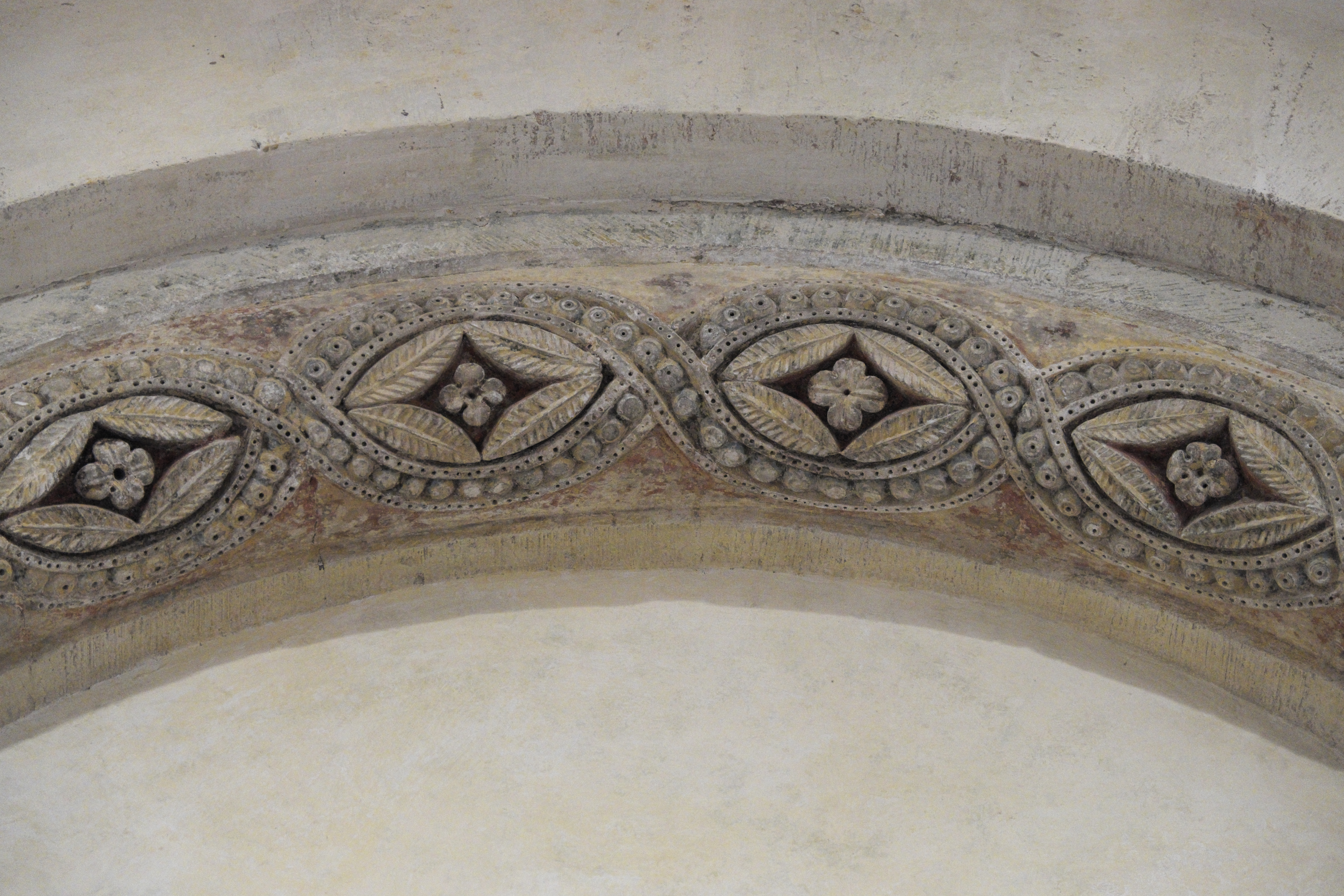
Archivolte am Nordportal
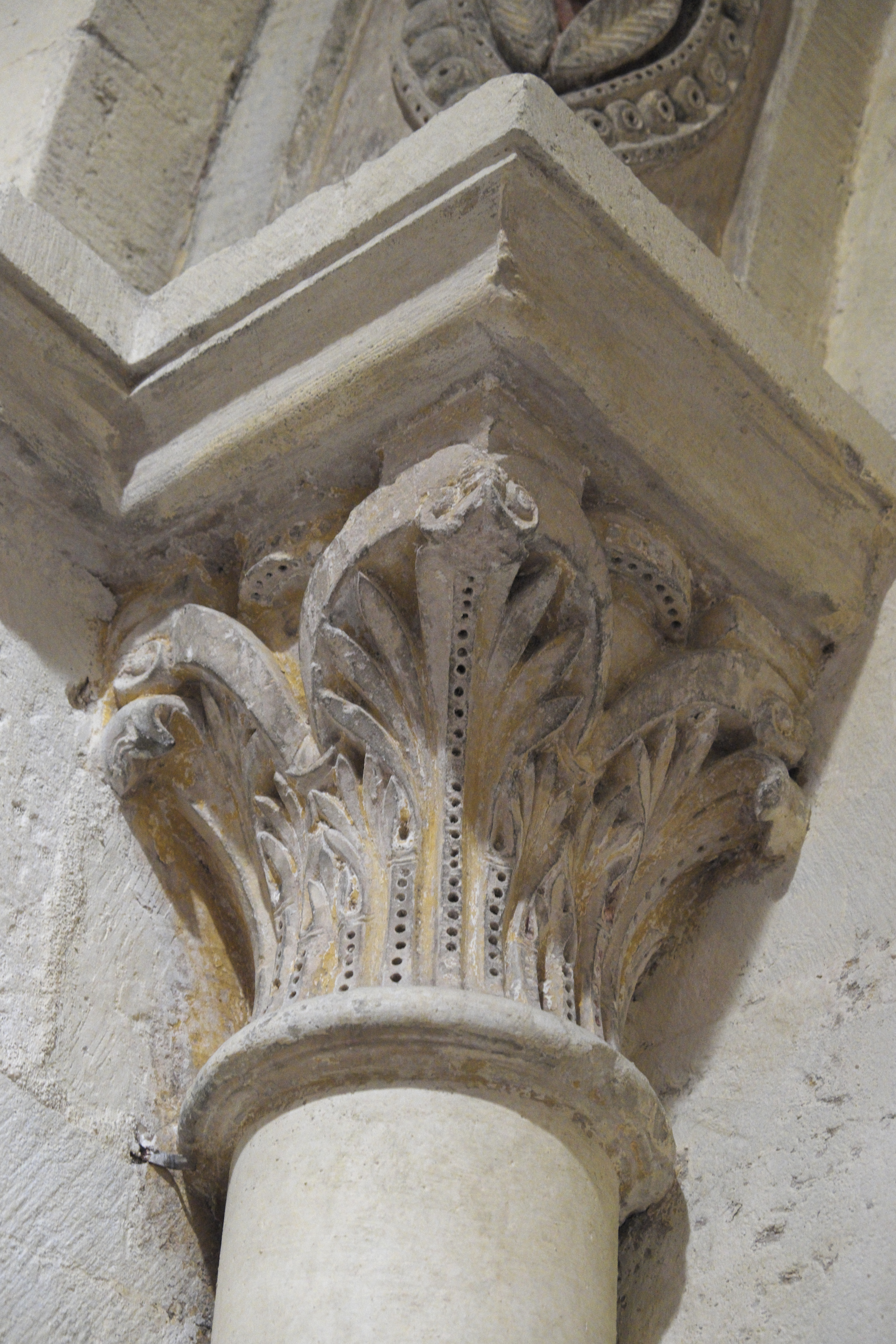
Kapitell am Nordportal
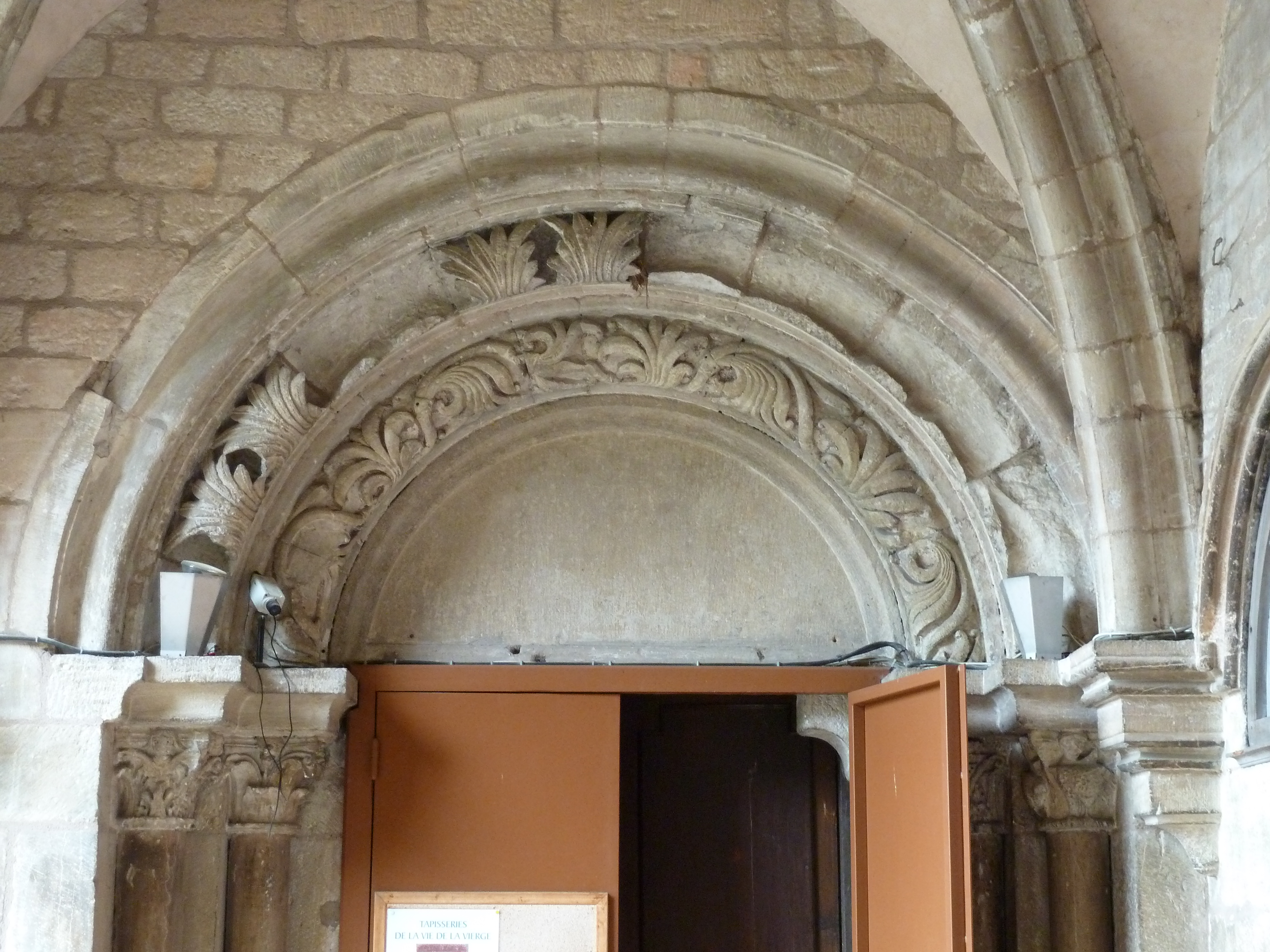
Portal zum Kreuzgang

### Kapelle des Kardinals Jean Rolin
Die Kapelle des Kardinals Jean Rolin, auch Saint-Léger-Kapelle genannt, ist mit Wandmalereien verziert, die zwischen 1470 und 1474 ausgeführt wurden und dem Maler Pierre Spicre aus Dijon zugeschrieben werden. An der Ostseite der Kapelle ist die Steinigung des heiligen Stephanus dargestellt, links unter der Szene kniet ein Chorherr.

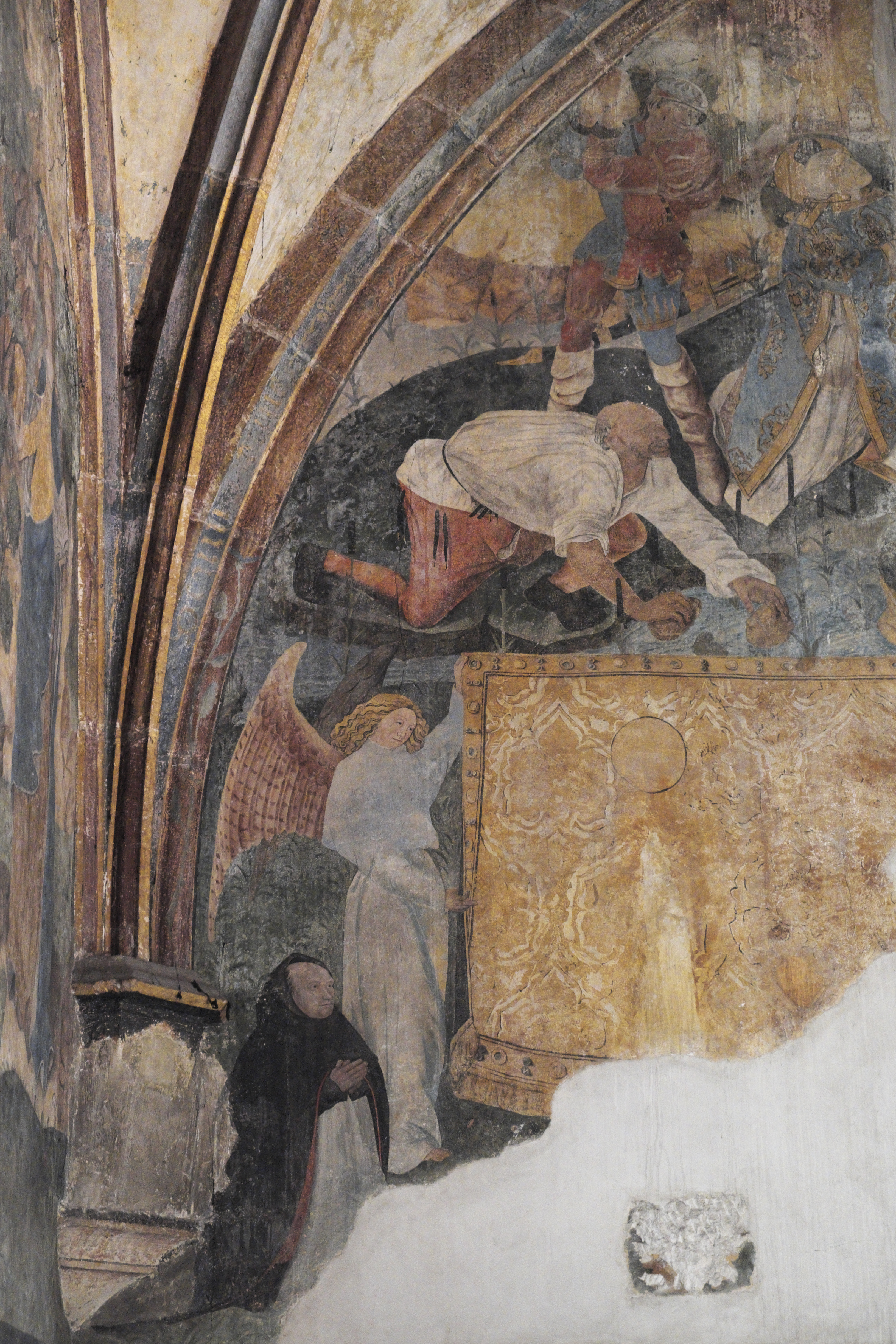
Steinigung des heiligen Stephanus
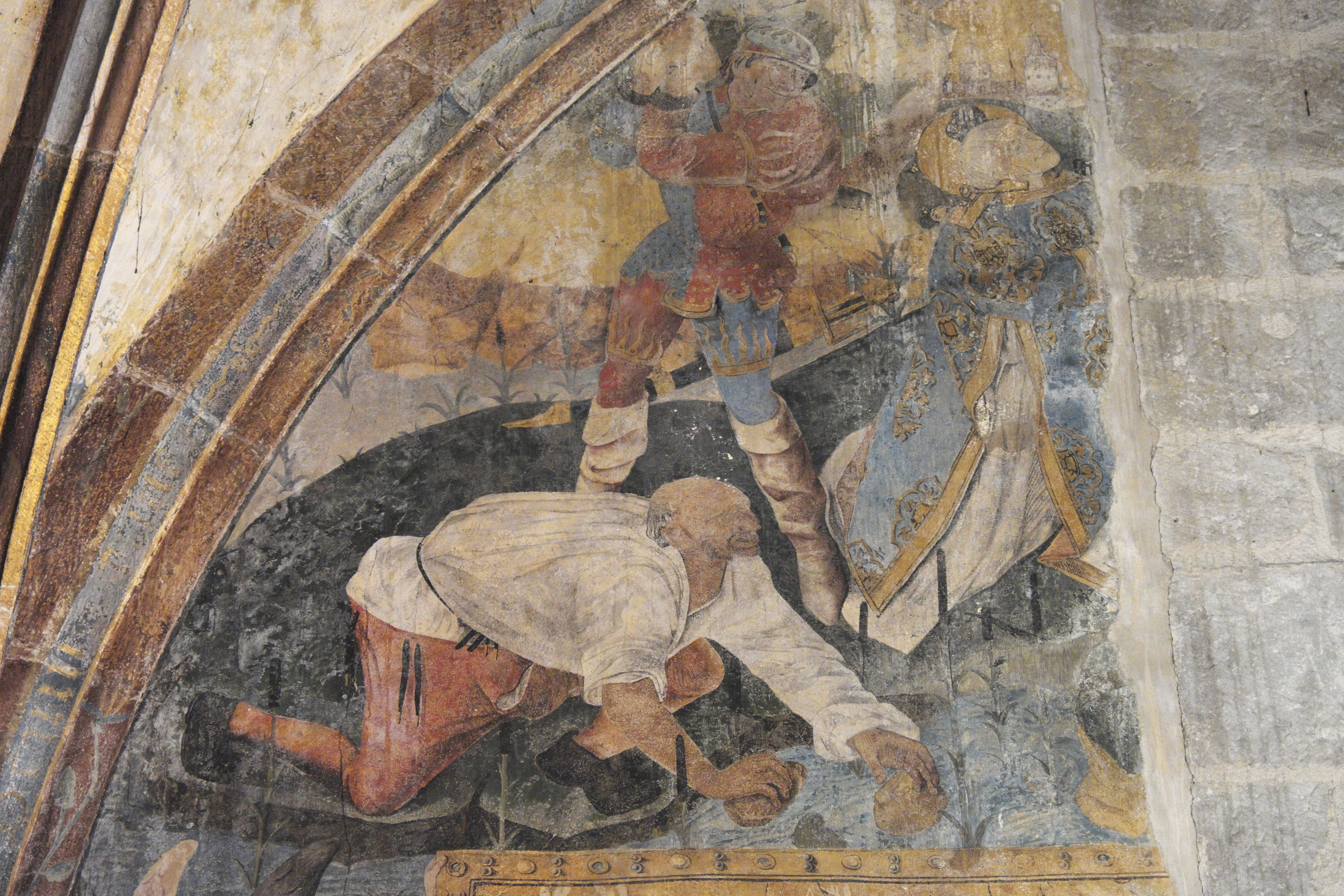
Steinigung des heiligen Stephanus
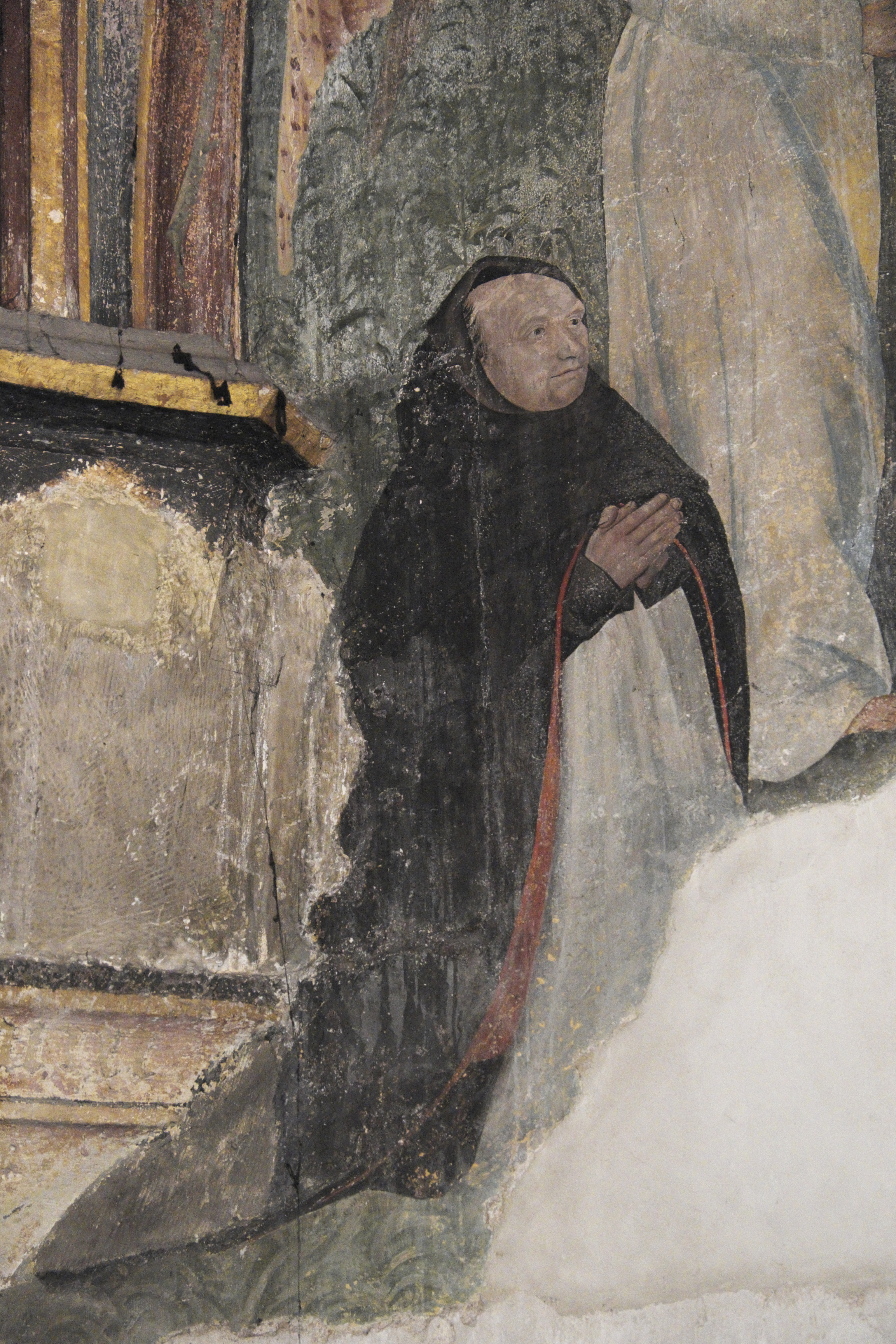
Chorherr

An der Westwand sieht man die Auferweckung des Lazarus, in der Mitte links die heilige Martha von Bethanien und rechts Maria Magdalena.

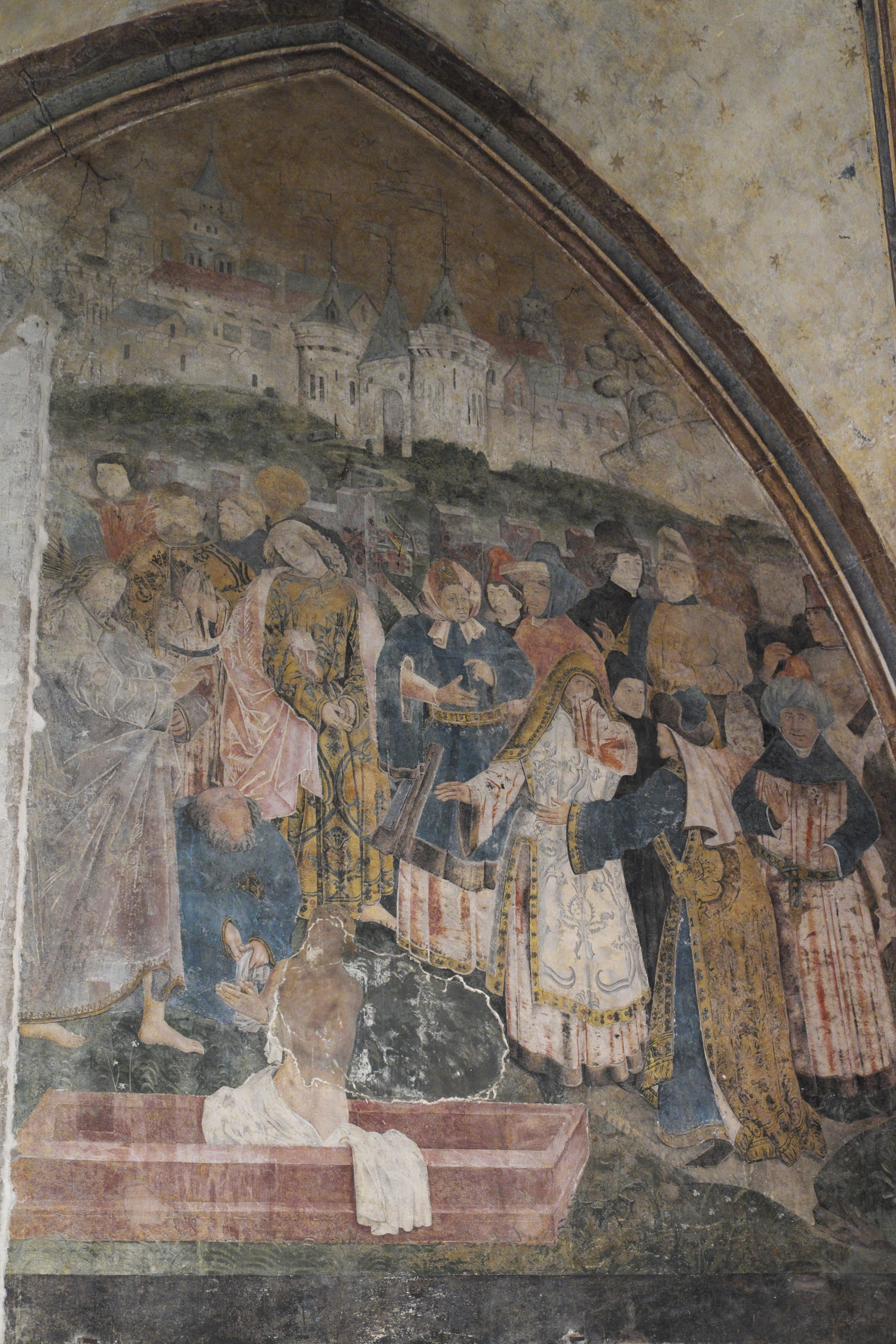
Erweckung des Lazarus
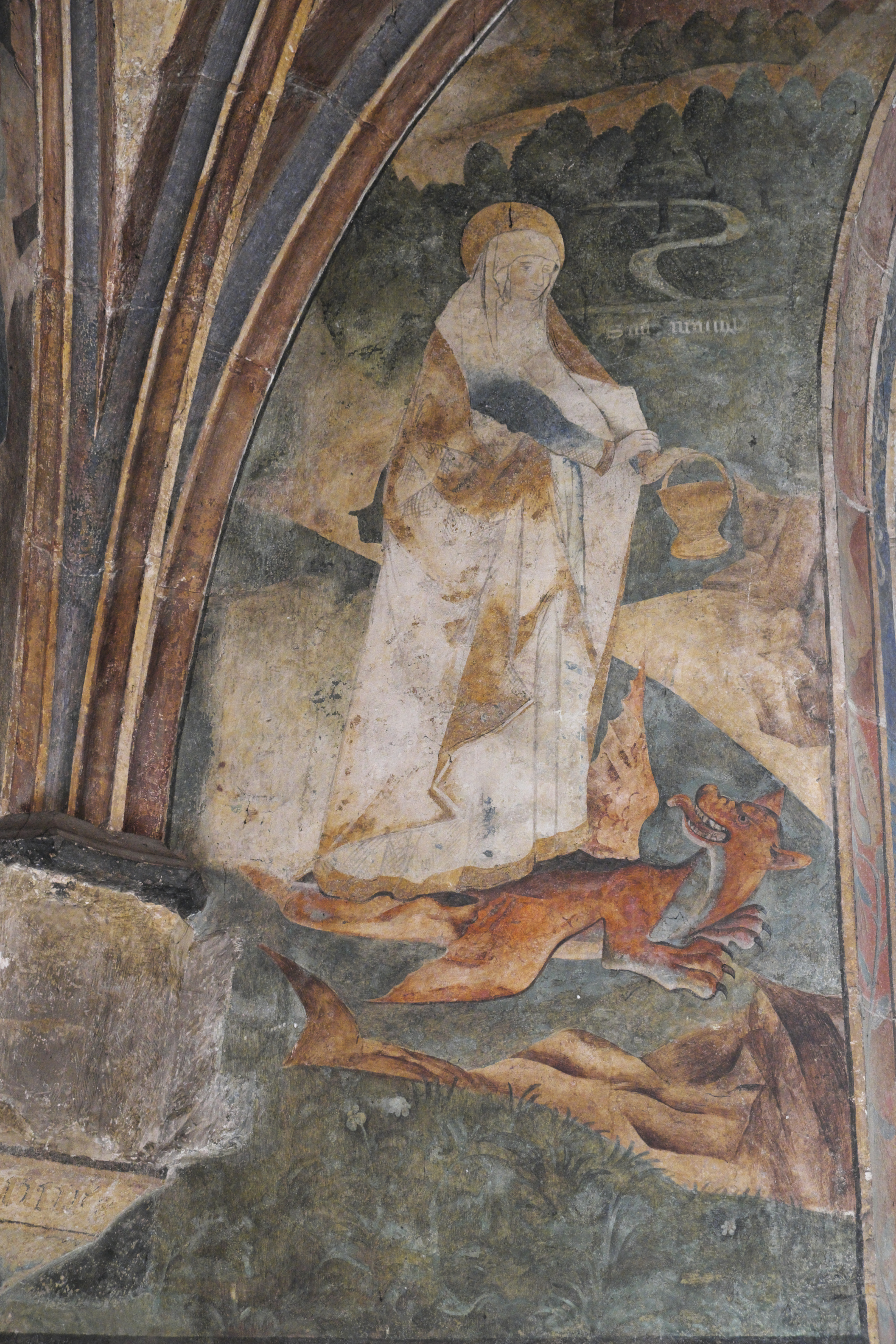
Heilige Martha
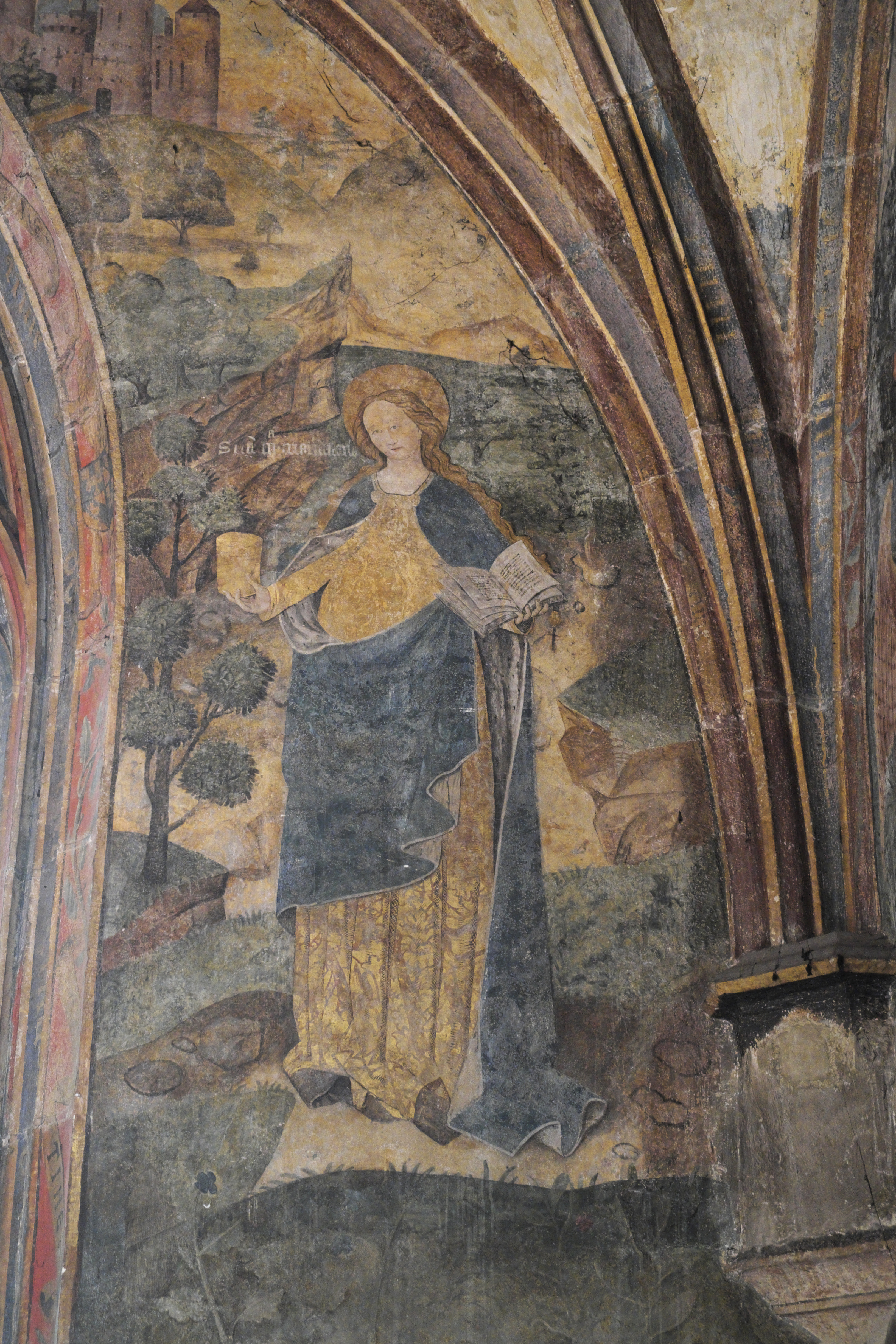
Maria Magdalena

### Bouton-Kapelle
Die Bouton-Kapelle wurde zwischen 1530 und 1533 für den Chorherrn Jean-Baptiste Bouton errichtet. Die Kapelle besitzt eine Kassettendecke aus Kalkstein, die mit Schlusssteinen und mit Dekor im Stil der italienischen Renaissance verziert ist.

## Bleiglasfenster

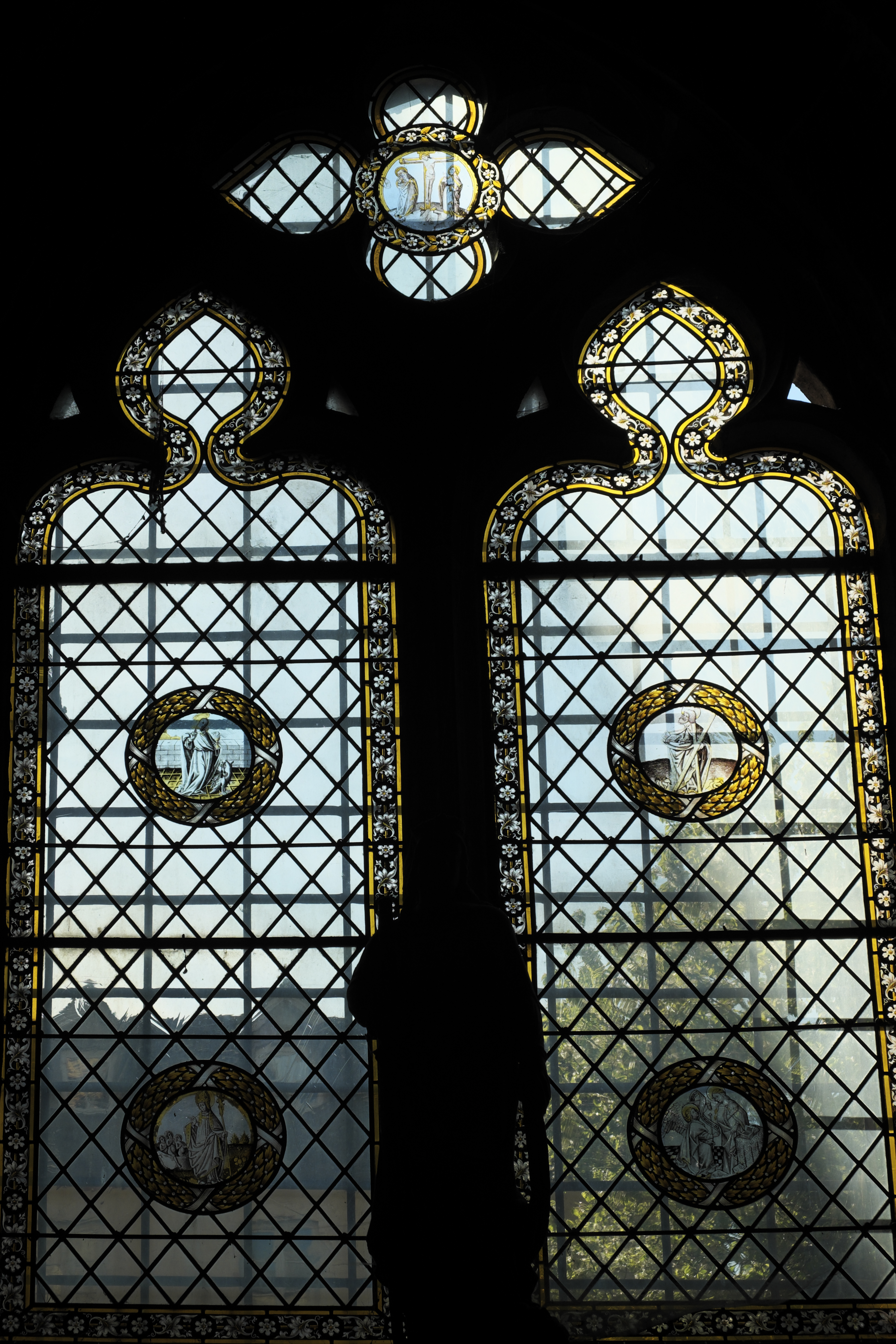
Fenster mit Rundscheiben aus dem 15./16. Jahrhundert

In ein Bleiglasfenster aus dem 19./20. Jahrhundert sind Rundscheiben eingebaut, die ins späte 15. und frühe 16. Jahrhundert datiert werden. Die Medaillons sind in Grisaille und mit Silbergelb ausgeführt. Im Tympanon ist die Kreuzigung Christi dargestellt, auf der linken Lanzette oben Johannes mit den Attributen des Apostels (Kelch mit Schlange) und des Evangelisten (Adler), darunter der heilige Nikolaus mit den drei geretteten Scholaren im Salzfass, auf der rechten Lanzette oben der Apostel Andreas mit dem Andreaskreuz und unten die Verkündigung.

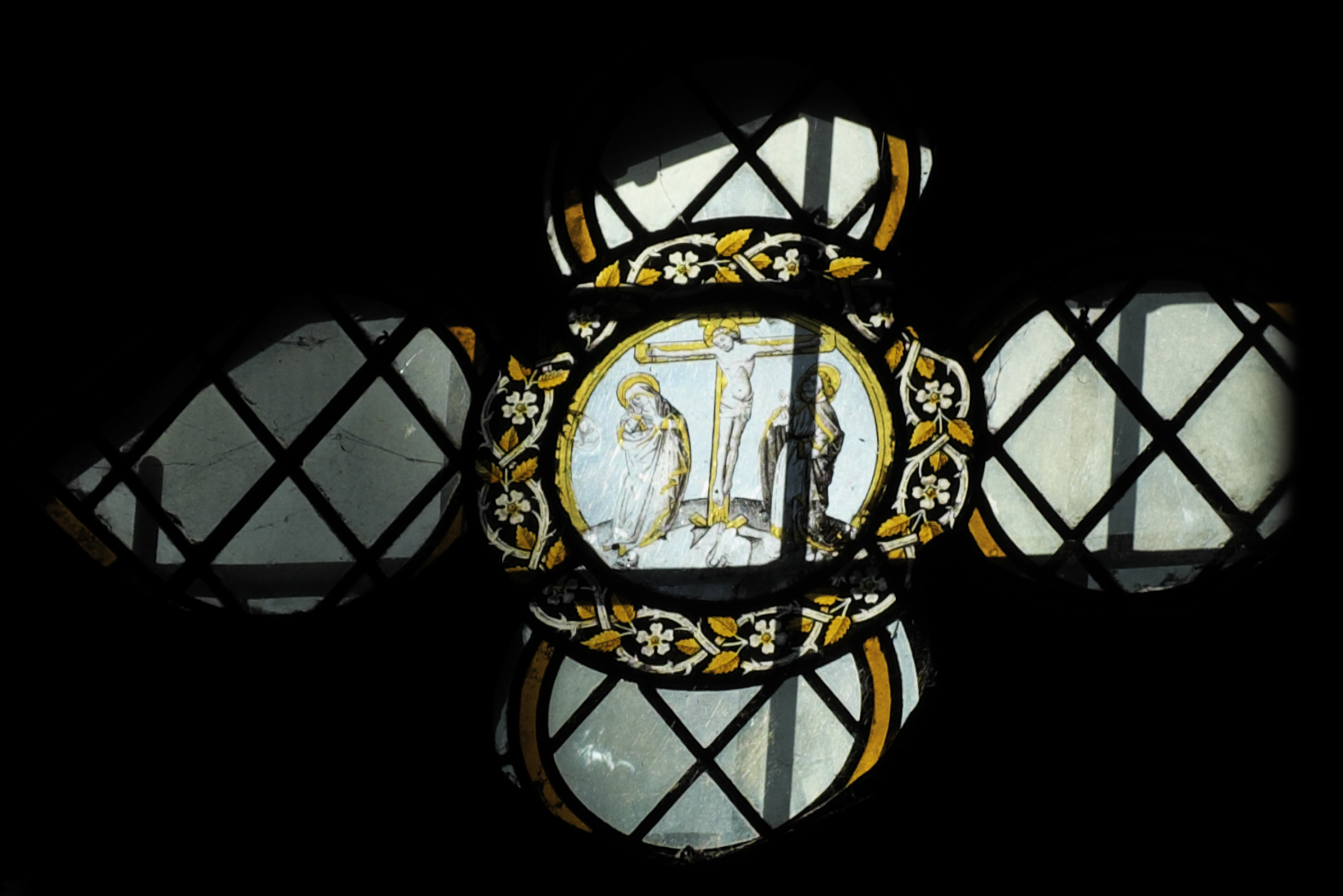
Kreuzigung Christi
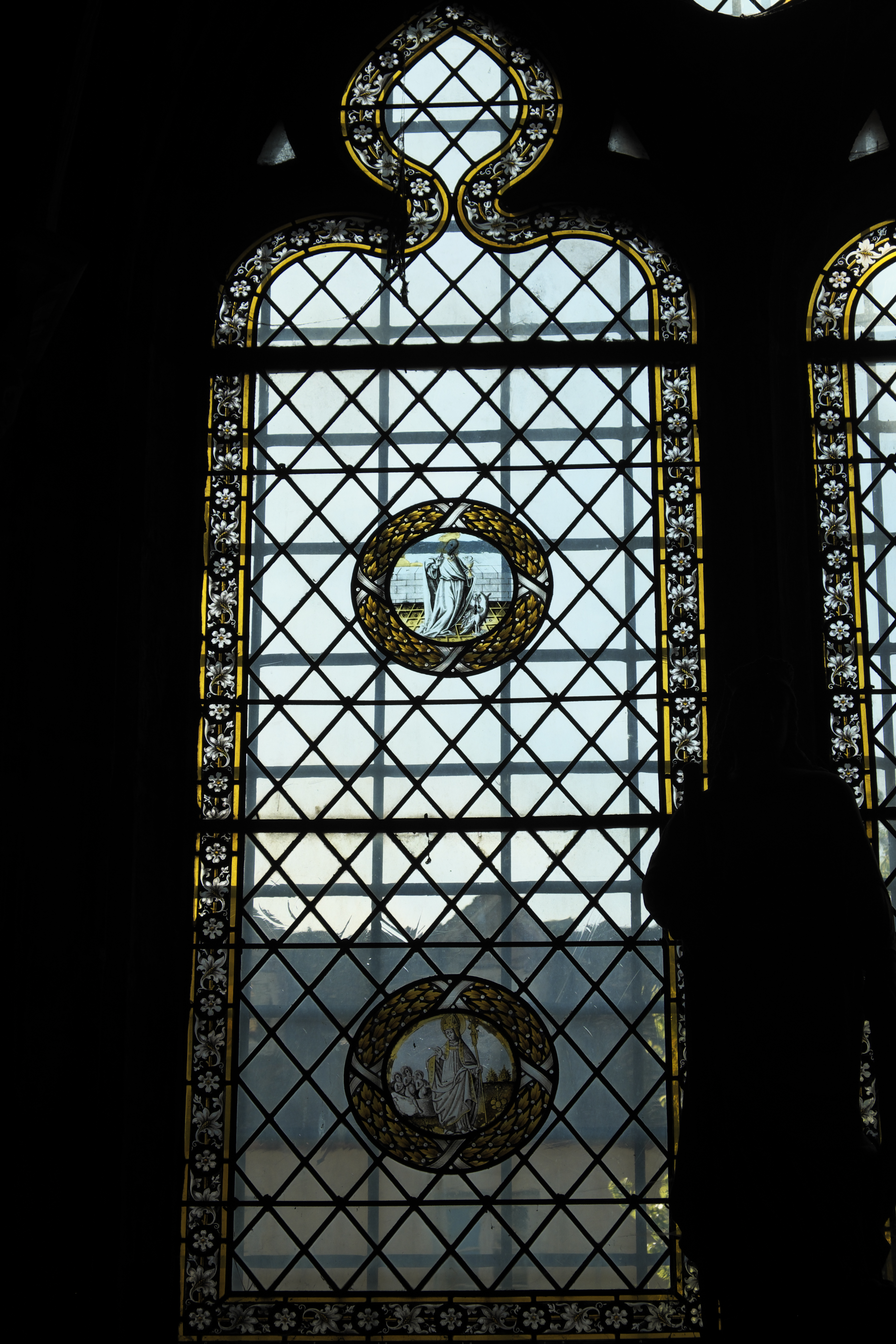
Johannes und heiliger Nikolaus
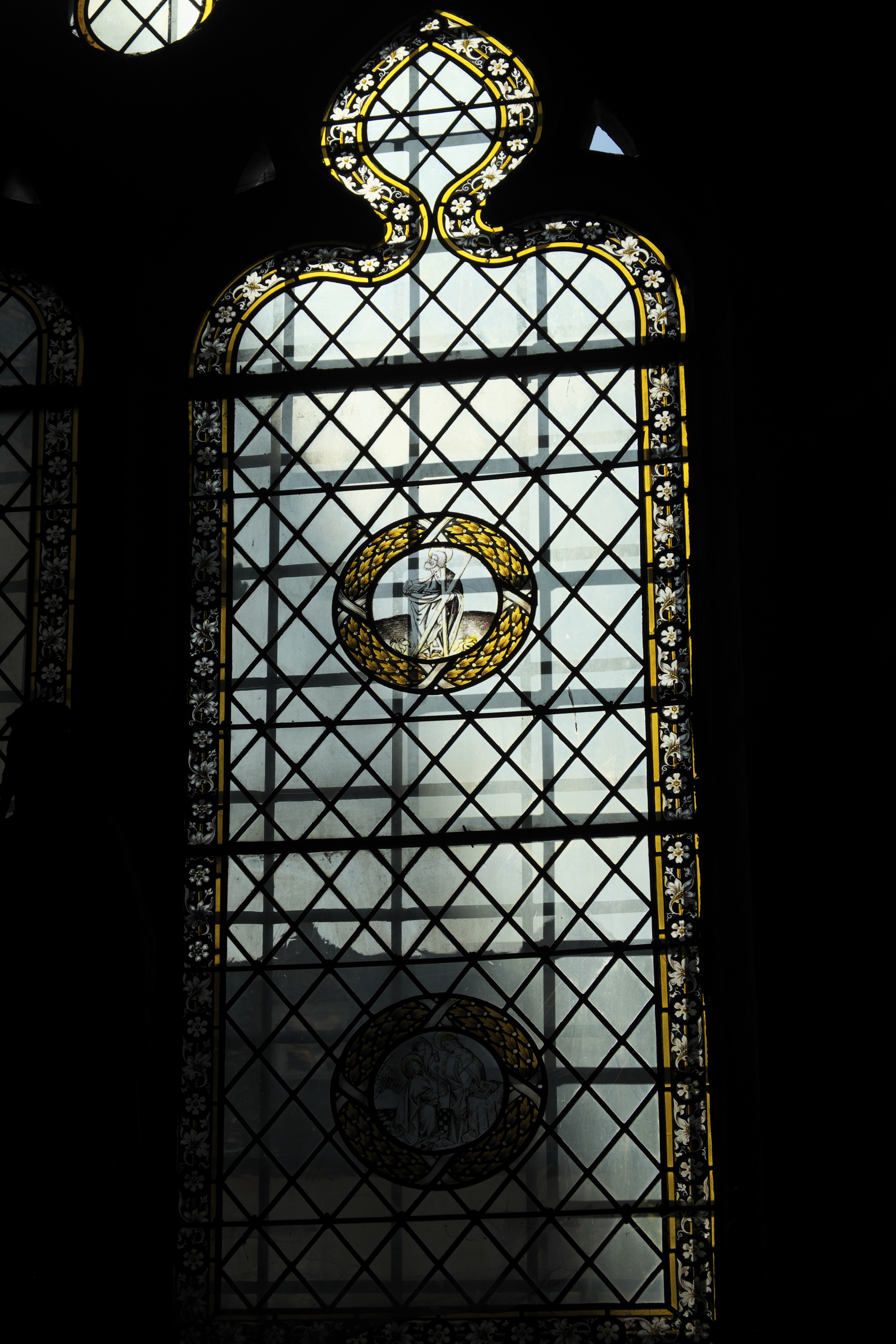
Apostel Andreas und Verkündigung

Auf einem weiteren Fenster stammen nur die Engel in den äußeren Zwickeln des Tympanons aus dem frühen 16. Jahrhundert. Gottvater und die beiden Engel im Tympanon sowie die Szenen aus dem Leben des Apostels Petrus und seine Kreuzigung stammen aus dem 19. Jahrhundert. Die rechte Lanzette mit der Darstellung der Begegnung des Apostels Petrus und Jesu, der das Kreuz trägt, weist die Signatur des Glasmalers Édouard Didron und die Jahreszahl 1898 auf.
Die Fragmente im Tympanon eines anderen Fensters stammen aus der Zeit um 1520. Auf ihnen sind Gottvater dargestellt, unter ihm, von Engeln umgeben, der heilige Geist in Gestalt einer Taube, seitlich die Leidenswerkzeuge und die heilige Veronika mit ihrem Schweißtuch.

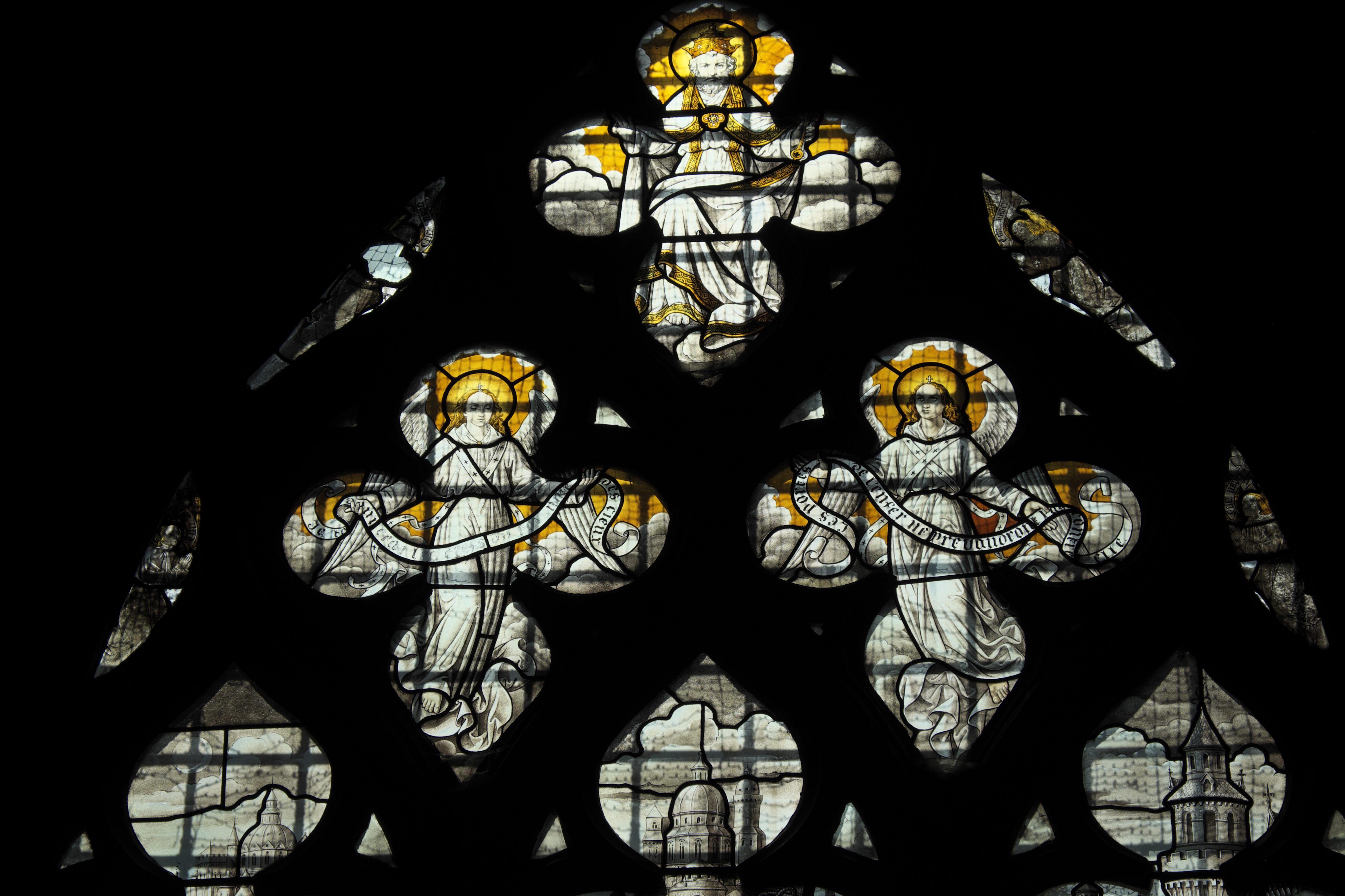
Engel in den äußeren Zwickeln aus dem 16. Jahrhundert
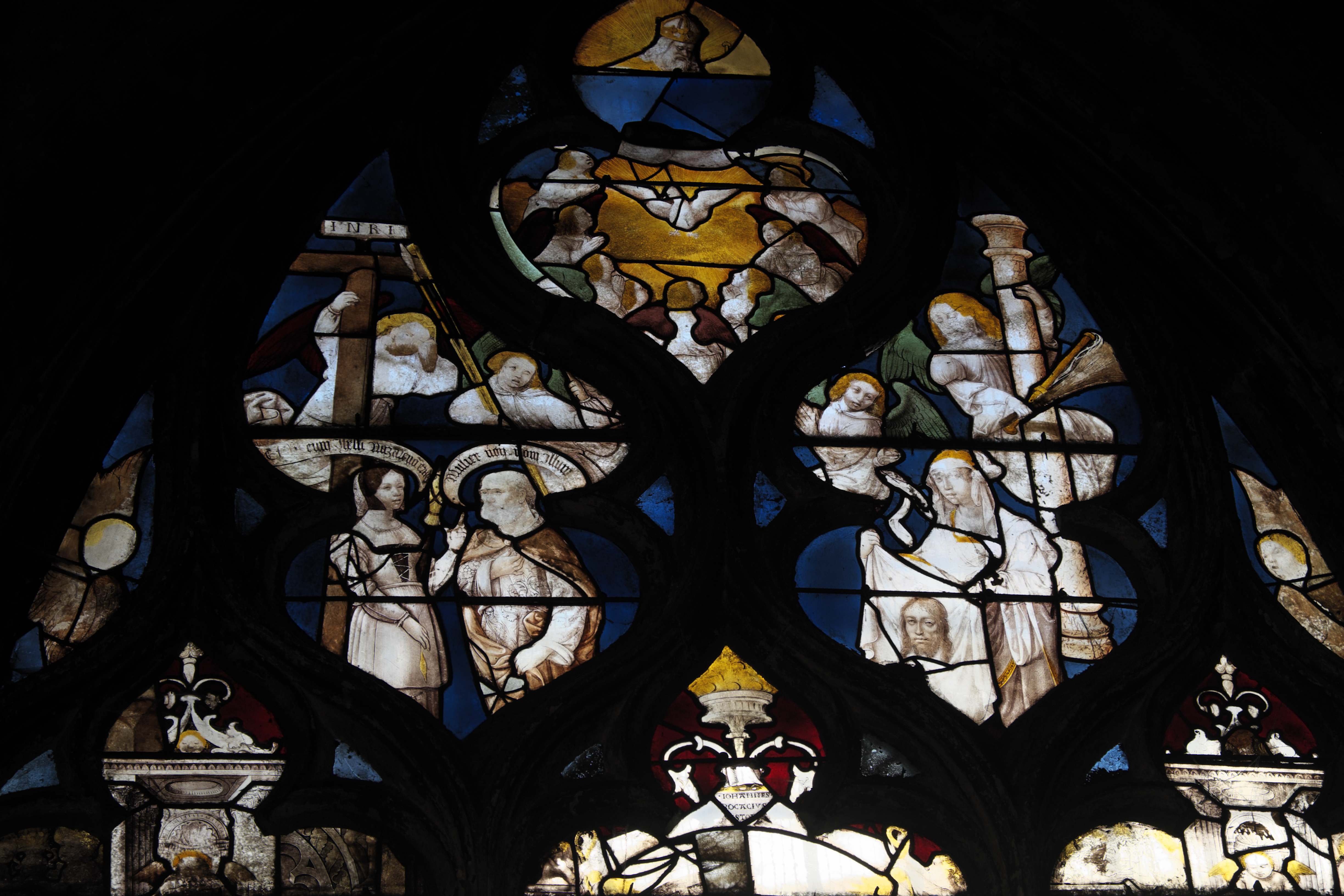
Tympanon mit Scheiben aus dem 16. Jahrhundert
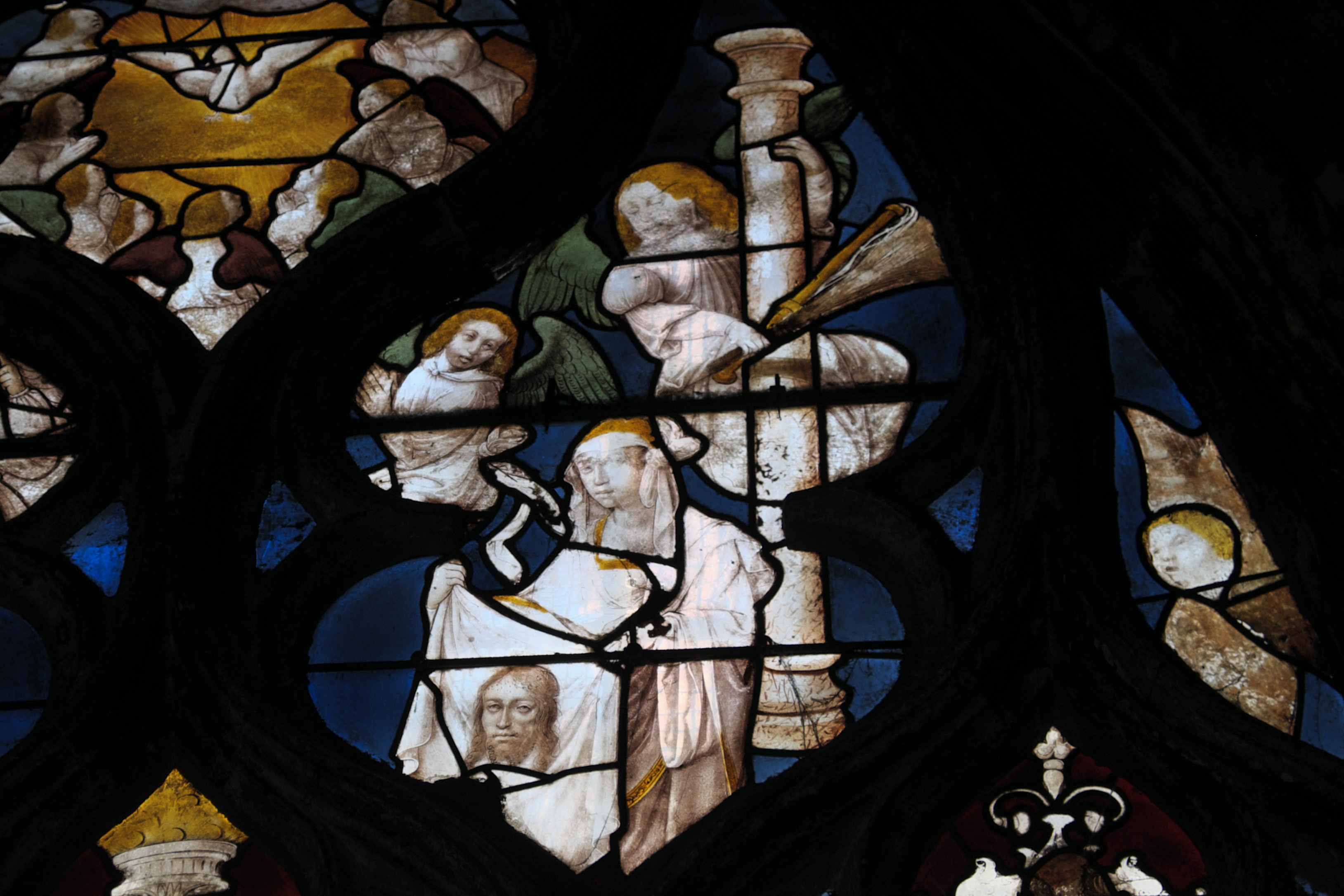
Schweißtuch der Veronika

## Ausstattung

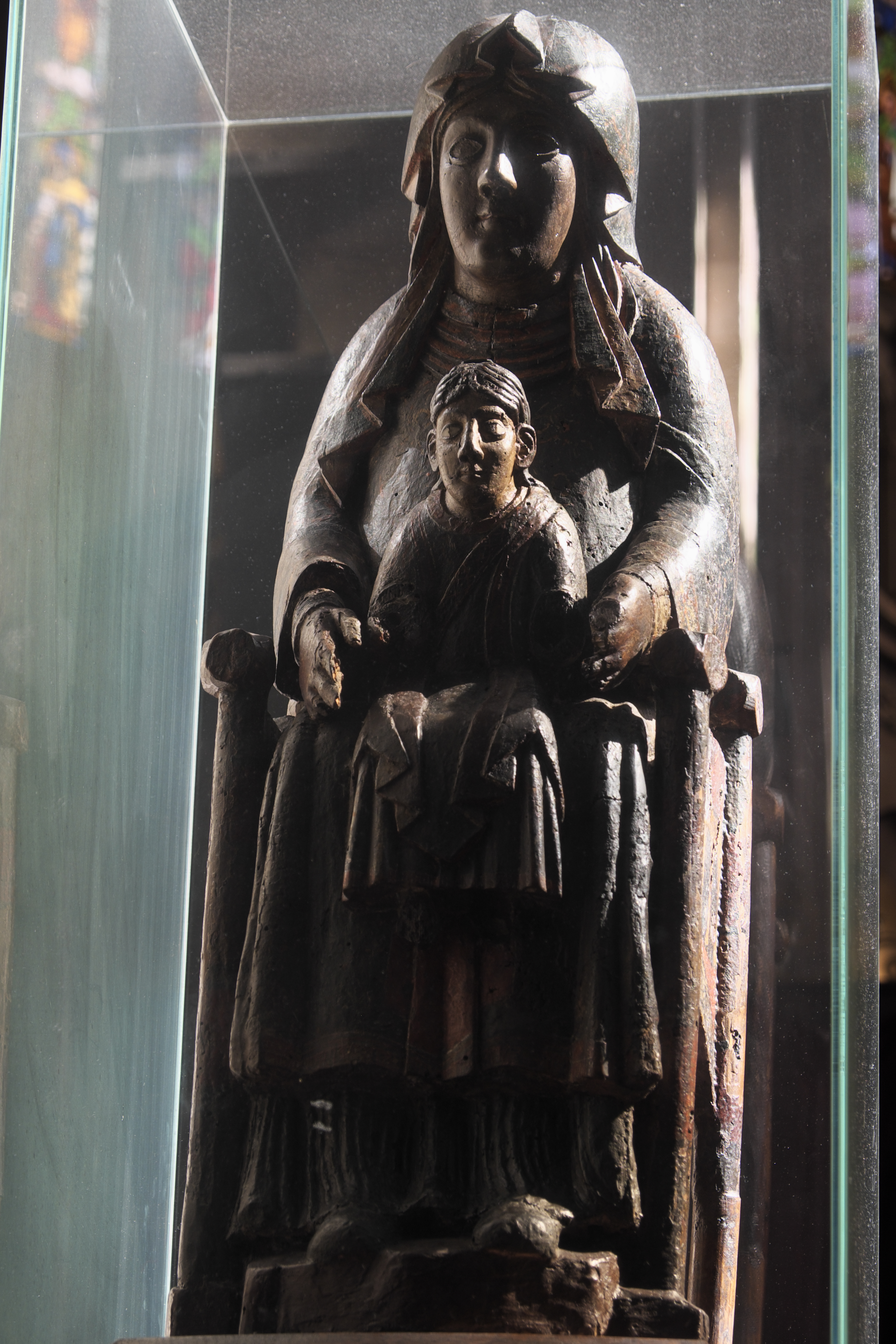
Madonna mit Kind

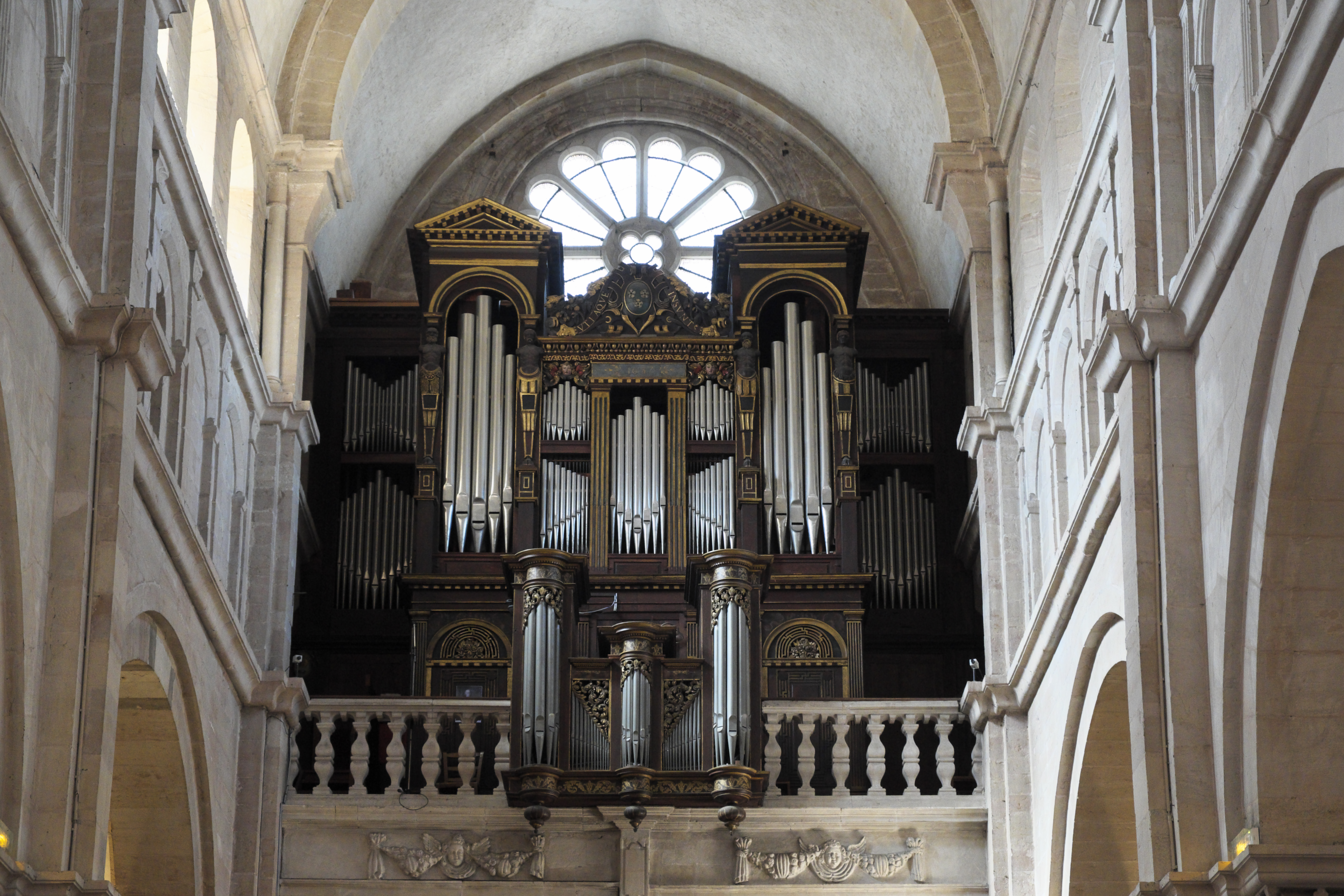
Orgelprospekt mit Rückpositiv

- In den Seitenkapellen sind Altarretabel aus dem 16. Jahrhundert erhalten.
- Die aus dunklem Nussbaumholz geschnitzte sogenannte schwarze Madonna gehört mit dem Altarfragment der Herzogin Mathilde zu den ältesten Ausstattungsstücken der Kirche. Sie wurde um 1200 womöglich in einer Werkstatt in der Auvergne geschaffen. Die Muttergottes sitzt auf einem Thron, auf ihrem Schoss präsentiert sie das Jesuskind.[10]
- Im Chor wird ein aus fünf Teilen bestehender Wandteppich mit Szenen aus dem Marienleben aufbewahrt. Die Szenen werden von Arkaden gerahmt und stellen dar: die Begegnung Annas und Joachims an der Goldenen Pforte, die Geburt Mariens, Mariä Tempelgang, den heiligen Josef, die Vermählung Mariens, die Verkündigung, die Heimsuchung Mariens, die Geburt Jesu, die Verkündigung an die Hirten, die Beschneidung, die Anbetung der Heiligen Drei Könige, die Präsentation im Tempel, die Flucht nach Ägypten, die Tötung der Unschuldigen Kinder, die Rückkehr aus Ägypten, den Tod und die Krönung Mariens und Johannes den Täufer. Der aus Wolle und Seide gewebte Teppich wurde von dem Chorherrn Hugues Le Coq, der vor seinem Schutzpatron, dem Abt Hugo von Cluny, kniend auf dem Teppich dargestellt ist, in Auftrag gegeben und vermutlich nach Kartons von Pierre Spicre in einer Teppichweberei in Tournai angefertigt. Als Datum der Fertigstellung ist die Jahreszahl 1500 auf dem Teppich eingewebt. 1995 wurde der Teppich wieder im Chor aufgehängt.[11][12]

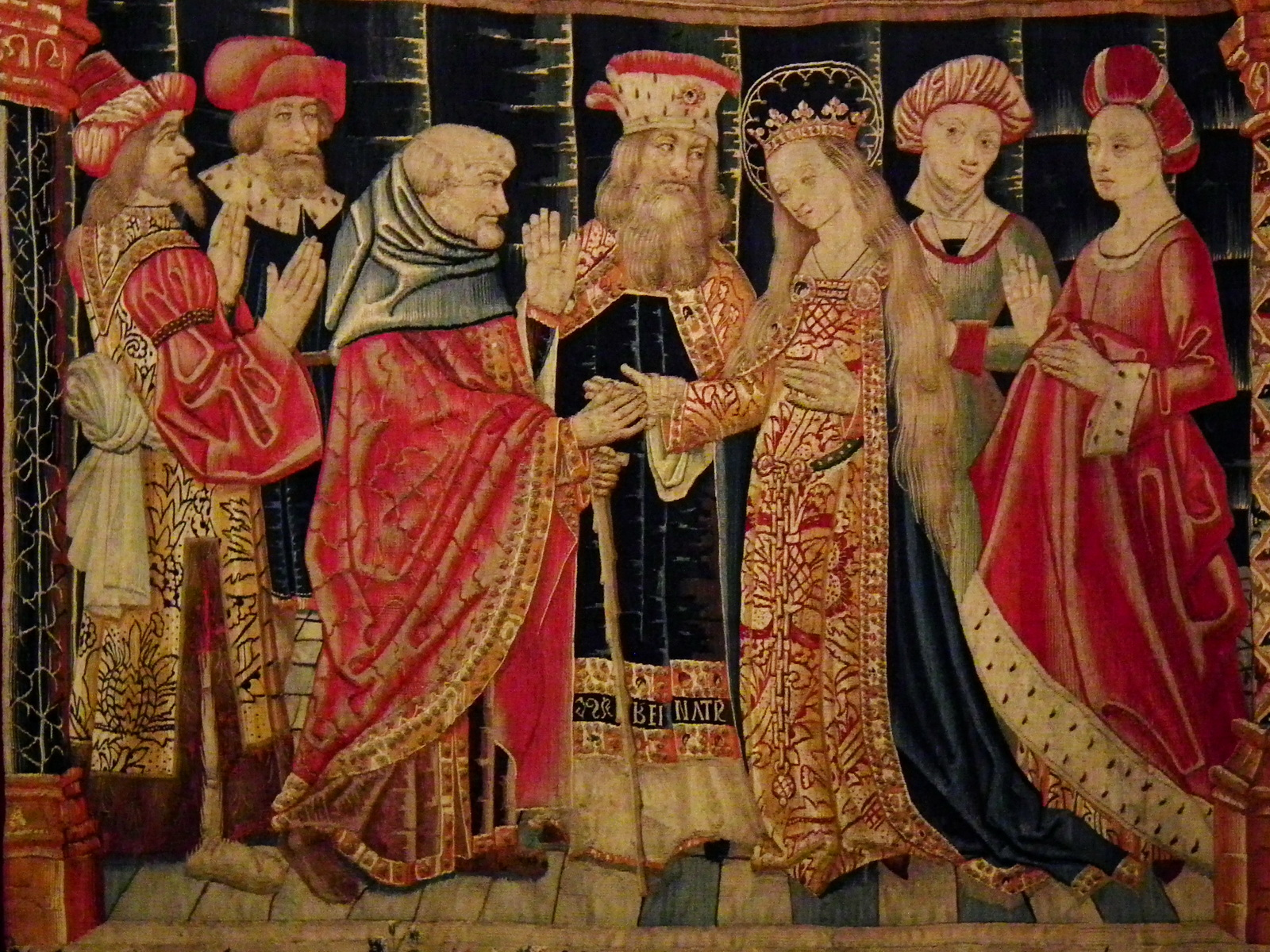
Vermählung Mariens
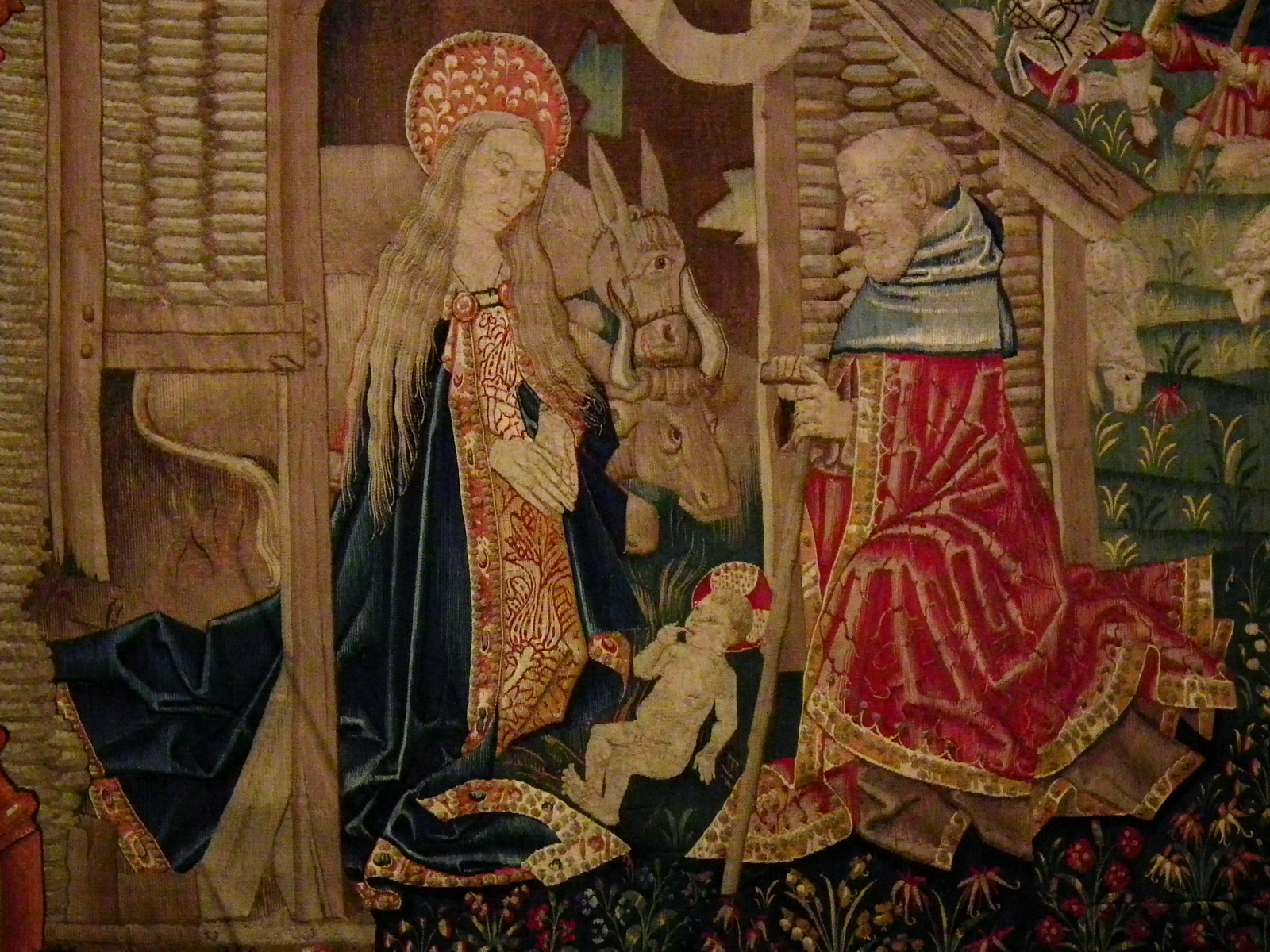
Geburt Jesu
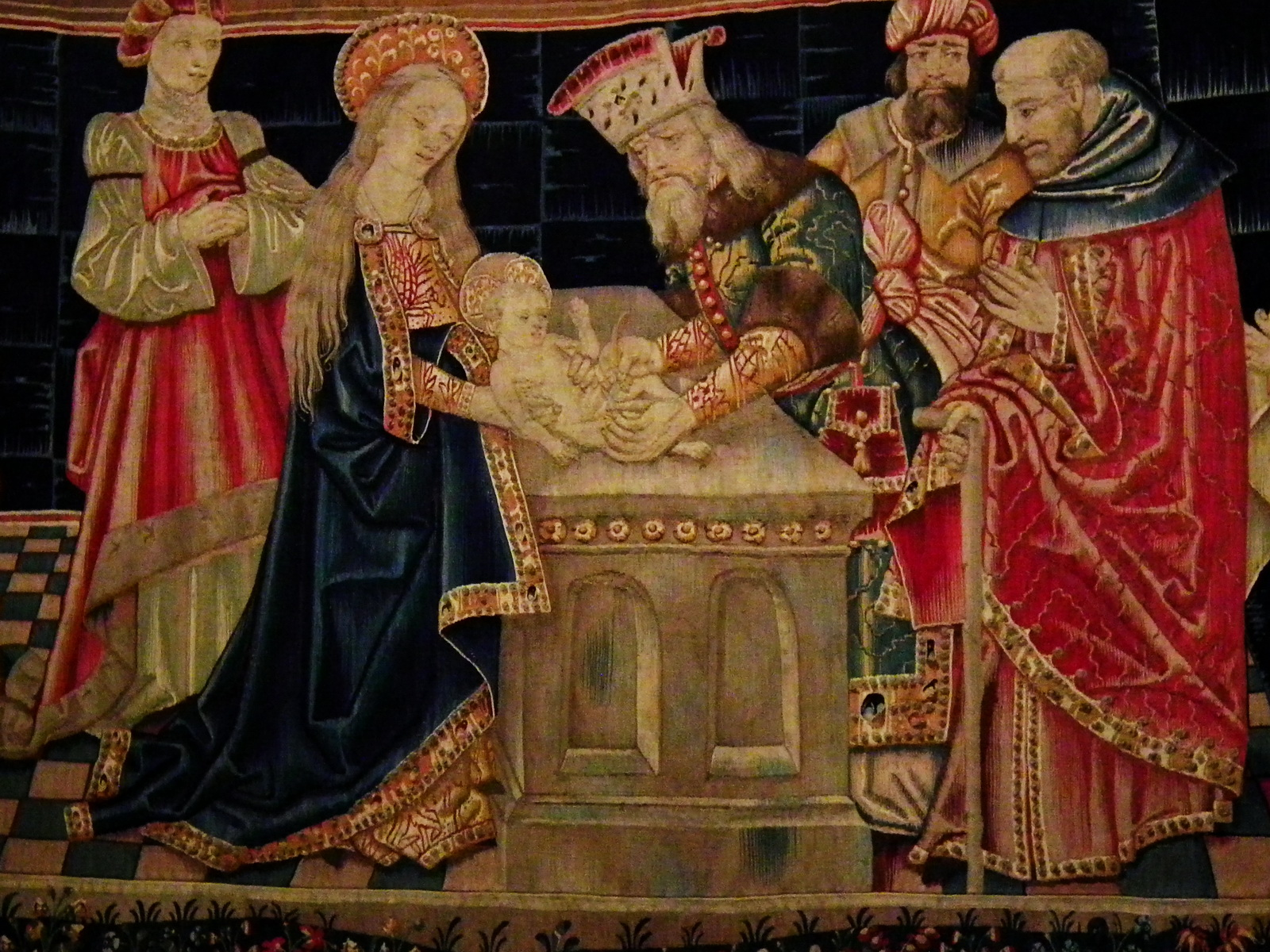
Beschneidung
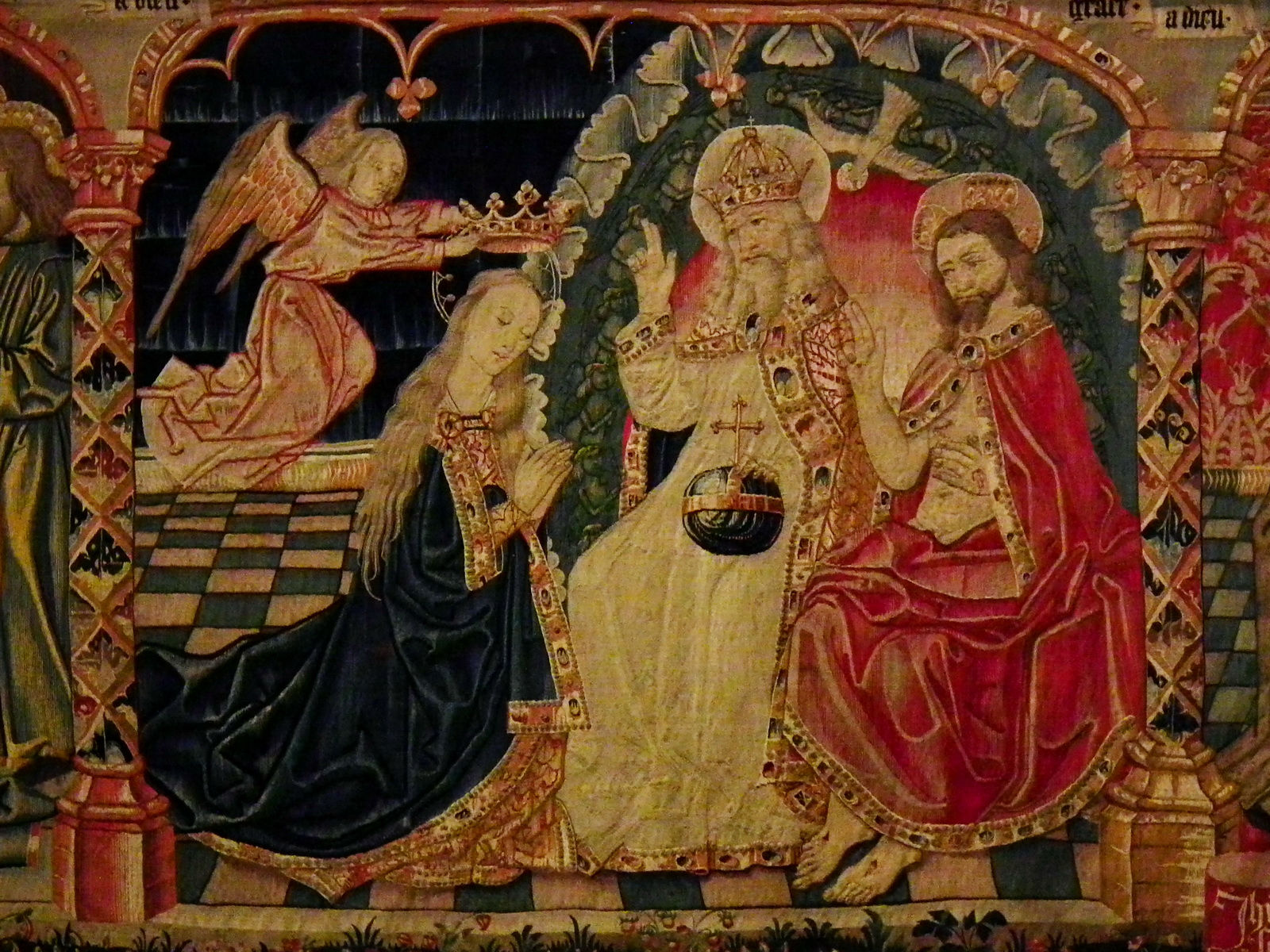
Krönung Mariens

## Orgel
Die Orgel geht zurück auf ein Instrument aus dem Jahr 1635, erbaut von Jean de Herville. Nach mehreren Umgestaltungen und Erweiterungen wurde das Instrument von 1864 bis 1866 durch die Orgelbaufirma Barker-Verschneider restauriert. Zuletzt wurde das Instrument von 1985 bis 1988 von dem Orgelbauer Barthélémy Formentelli (Verona) neu errichtet. Die Orgel hat 51 Register auf vier Manualen und Pedal.
Disposition
| I Positif de Dos C–g3 |        |
| Bourdon               | 8′     |
| Dessus de flûte       | 8′     |
| Montre                | 4′     |
| Nazard                | 2 ⁄3′  |
| Doublette             | 2′     |
| Tierce                | 1 3⁄5′ |
| Larigot               | 1 ⁄3′  |
| Dessus de Cornet IV   |        |
| Fourniture III        |        |
| Cymbale II            |        |
| Trompette             | 8′     |
| Cromorne              | 8′     |

| II Grand Orgue C–g3 |        |
| Bourdon             | 16′    |
| Montre              | 8′     |
| Bourdon             | 8′     |
| Prestant            | 4′     |
| Flûte               | 4′     |
| Grosse Tierce       | 3 1⁄5′ |
| Nazard              | 2 ⁄3′  |
| Doublette           | 2′     |
| Tierce              | 1 3⁄5′ |
| Dessus de Cornet V  |        |
| Fourniture V        |        |
| Cymbale IV          |        |
| Bombarde            | 16′    |
| Trompette           | 8′     |
| Clairon             | 4′     |

| III Positif interieur C–g3 |        |
| Montre                     | 8′     |
| Bourdon                    | 8′     |
| Prestant                   | 4′     |
| Nazard                     | 2 ⁄3′  |
| Quarte                     | 2′     |
| Tierce                     | 1 3⁄5′ |
| Trompette                  | 8′     |
| Voix humaine               | 8′     |

| IV Récit expressif C–g3 |    |
| Bourdon                 | 8′ |
| Flûte harmonique        | 8′ |
| Gambe                   | 8′ |
| Voix céleste            | 8′ |
| Flûte octaviante        | 4′ |
| Cornet V                |    |
| Trompette               | 8′ |
| Hautbois                | 8′ |
| Voix humaine            | 8′ |

| Pédale C–f1 |     |
| Flûte       | 16′ |
| Soubasse    | 16′ |
| Flûte       | 8′  |
| Flûte       | 4′  |
| Bombarde    | 16′ |
| Trompette   | 8′  |
| Clairon     | 4′  |

## Glocken
Im Glockenturm von Notre-Dame hängt ein sechsstimmiges Glockengeläut:
| Glocke | Gießer           | Gussjahr | Gewicht | Durchmesser | Schlagton |
| ------ | ---------------- | -------- | ------- | ----------- | --------- |
| 1      | Fort père & fils | 1810     | 1700 kg | 1391 mm     | des′      |
| 2      | Fort père & fils | 1815     | 1200 kg | 1234 mm     | es′       |
| 3      | Fort père & fils | 1810     | 0800 kg | 1126 mm     | f′        |
| 4      | Ch. Arragon      | 1888     | 0225 kg | 0707 mm     | des″      |
| 5      | unbekannt        | 1702     | 0050 kg | 0452 mm     | a″        |
| 6      | unbekannt        | 1702     | 0035 kg | 0403 mm     | b″        |